# Albrecht Dürer
Albrecht Dürer (21. května 1471 Norimberk – 6. dubna 1528 tamtéž) byl německý malíř, grafik a teoretik umění evropského formátu.
Do jeho díla patří více než 1100 kreseb, 34 akvarelů, 108 mědirytů a leptů, kolem 246 dřevořezů a 188 maleb. K tomuto souboru se ještě dnes přidávají nově objevené položky: 8. června 2005 uvedl tisk, že velké okno z barevného skla v kostele Sv. Jakuba ve Straubingu, na němž je zobrazen Mojžíš přijímající desky zákona, vzniklo podle Dürerova návrhu.
Dürer byl umělcem, který sklenul oblouk od středověku k renesanci. Byl prvním německým umělcem, který psal o svém životě, jako první zacházel s autoportrétem jako se samostatným žánrem, akvarel a tisk přivedl již v raném stádiu k umělecké a technologické dokonalosti, jako první v Německu kreslil akty podle živých modelů a jako první podpořil své praktické dílo umělecko-teoretickými pojednáními. Ve srovnání s ním obstojí Leonardo da Vinci – ovšem Dürer své výsledky prezentoval podstatně systematičtěji než Leonardo. V roce 1525 vydal v Norimberku první knihu o matematice pro dospělé v němčině Uvedení do měřictví a roku 1527 Nauku o opevňování. Tyto dvě teoretické práce patří spolu s posmrtně vydanými Čtyřmi knihami o proporci (1528), na nichž pracoval dvacet let, k důležitým pojednáním z oblasti teorie umění.
V Německu se o době kolem roku 1500 mluví jako o Dürerově epoše, čímž je jeho jméno spojováno s dobou rozkvětu.

## Život

### Původ
Dürerovi předkové pocházeli z Uher. Součástí maďarského města Gyula u rumunské hranice je dříve samostatná obec Ajtós, od níž rodina odvozovala své jméno. Ajtó znamená v Maďarštině „dveře“, stejně jako německé „Tür“, a „Dürer“ tedy znamená „rodák z Ajtós“. Dürerův dědeček Anthoni opustil rodinnou tradici chovu koní a pastvy dobytka a stal se v Gyule zlatníkem. Později přijal za svého učně svého syna Albrechta (1427–1502), malířova otce.

#### Rodiče

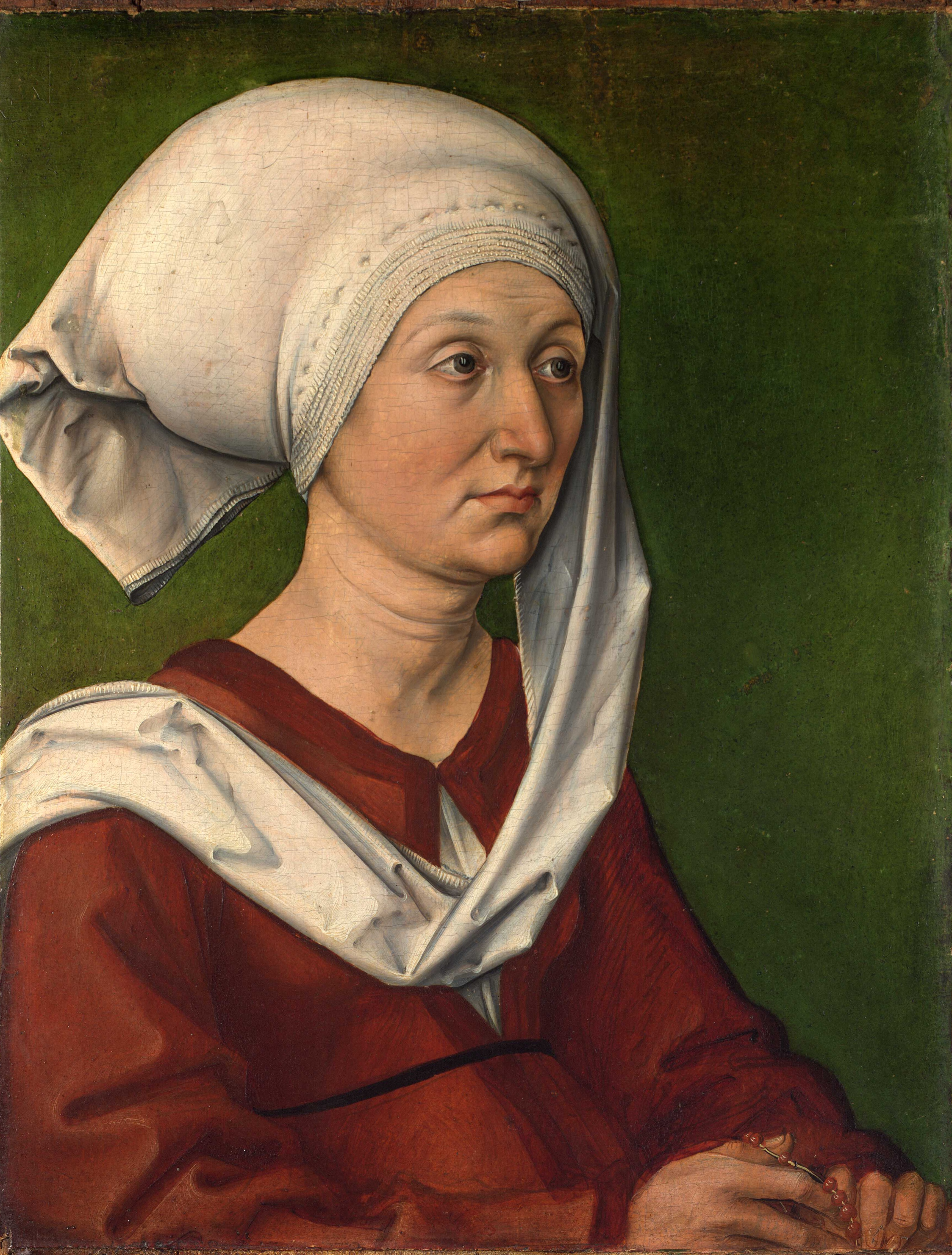
Barbara Dürerová (rozená Holperová) na obrazu od Albrechta Dürera asi z roku 1489/1490

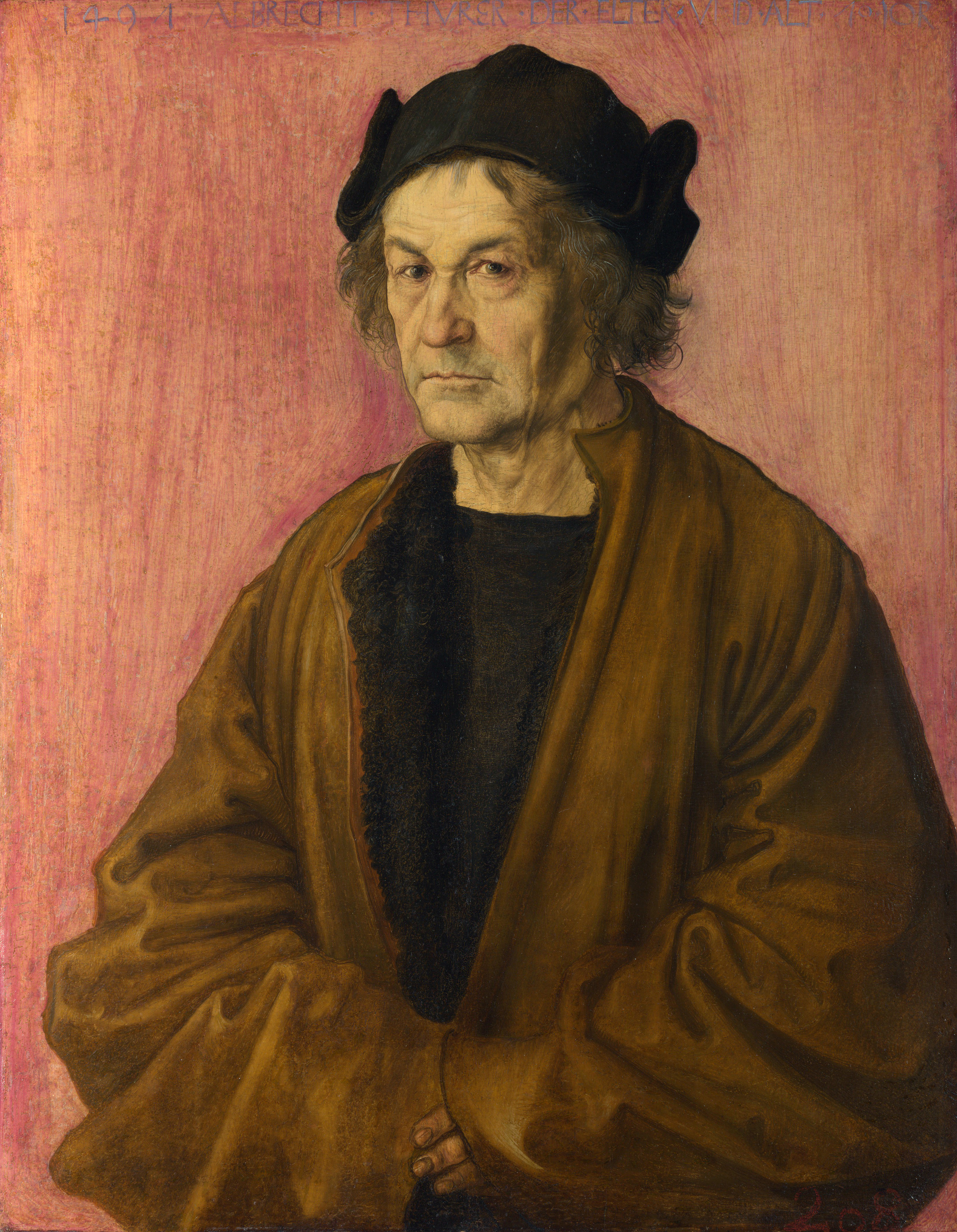
Albrecht Dürer starší na obrazu od Albrechta Dürera z roku 1497

Poté, co se Dürer starší u svého otce vyučil, odešel na tovaryšský vandr po Evropě, během něhož pobýval v Nizozemsku a zřejmě také v Burgundsku. Listina z roku 1444 dokumentuje jeho přítomnost v Norimberku, během které se zřejmě seznámil s rodinou zlatníka Hieronyma Holpera, svého budoucího tchána. Následoval další dlouhodobý pobyt v Nizozemsku. Do Norimberka se vrátil v roce 1455 a vstoupil do Holperovy dílny. V roce 1467 se osamostatnil, získal městské právo a oženil se s Holperovou dcerou Barbarou (1452–1514). Manželé spolu měli 18 dětí. Roku 1468 se Albrecht Dürer starší stal mistrem norimberského zlatnického cechu. V roce 1475 koupil dům na úpatí norimberského hradu. Od počátku roku 1486 si také pronajímal prostory na radnici.

### Raná léta

#### Dětství a učení
Albrecht, pojmenovaný po otci, se narodil 21. května 1471 jako třetí z osmnácti dětí. Rodiče ho pravděpodobně poslali do školy, aby se naučil základům čtení, psaní a počtů. Kolem roku 1484–1485 se chlapec stal učedníkem v otcově dílně.

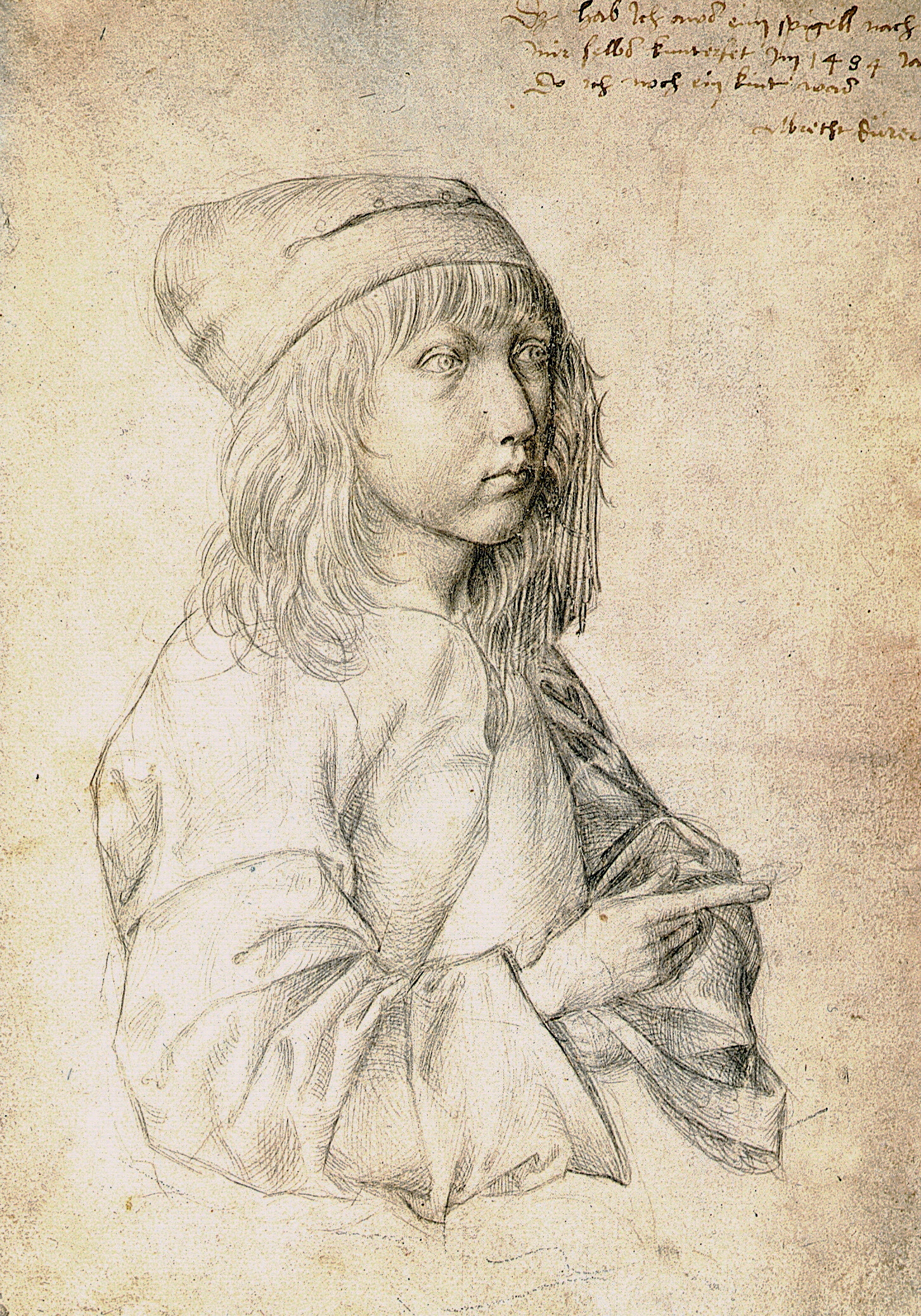
Autoportrét ve třinácti letech

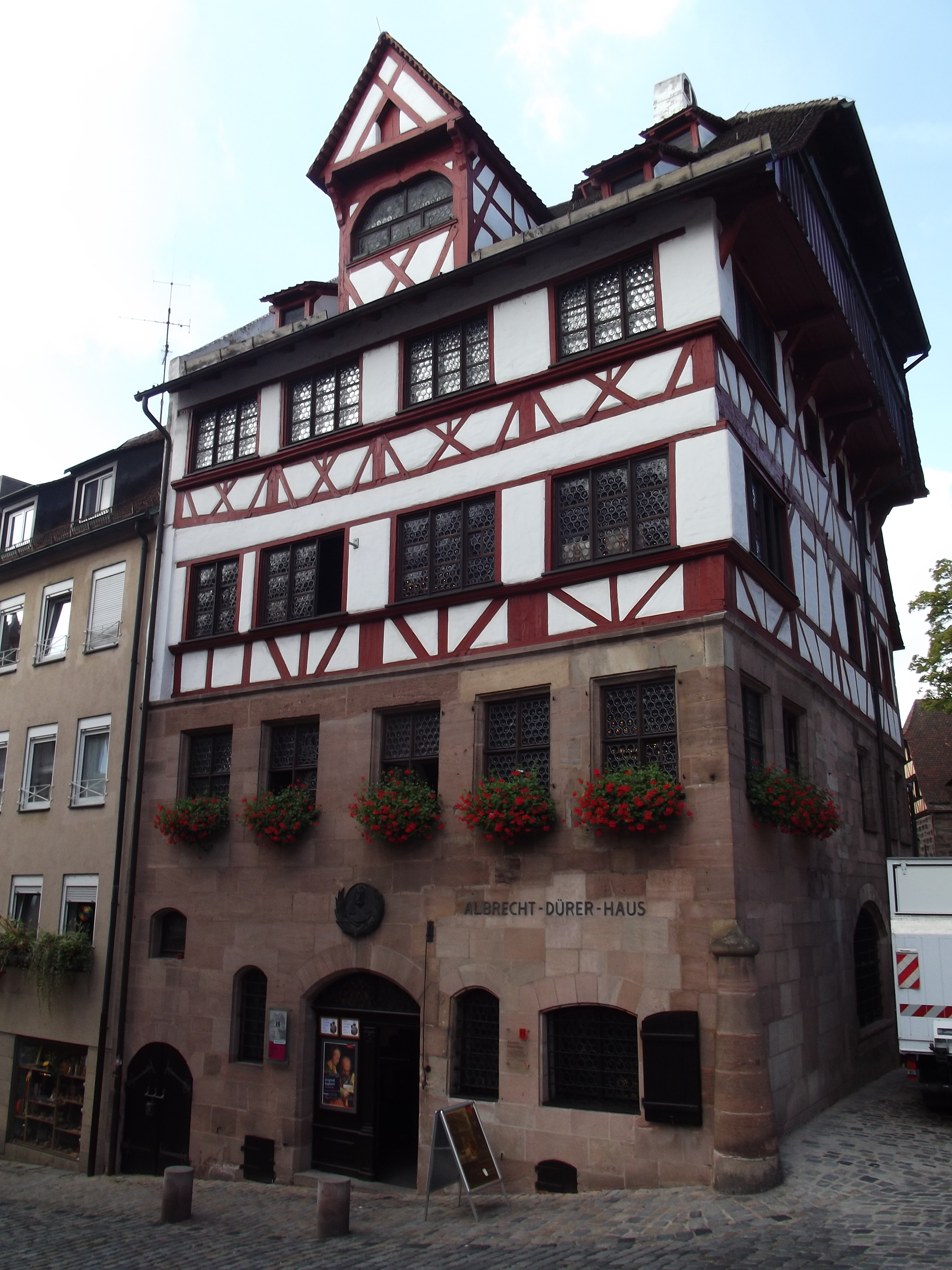
Dům Albrechta Dürera v Norimberku

Soustředěná pečlivost v detailu a přesnost tvaru vytepaného do kovu dosáhly vrcholu v uměleckém mistrovství jeho pozdních grafických děl, především mědirytů. Otec musel být hrdý na dítě, které měl v dílně. Ale jak přijal, když se svým zlatnickým učením skoncoval? „Spíše jsem tíhl k malování,“ vzpomínal na to později s nonšalantní stručností již jako proslulý malíř. Za mladíkovým rozhodnutím mohl velice dobře stát jeho kmotr, nakladatel Anton Koberger (asi 1445–1513), který využíval dřevořezy pro knihy vydávané na mezinárodní úrovni.
Když bylo rozhodnuto o umělecké kariéře mladého Albrechta, Dürer starší poslal svého syna do nejvýše ceněné a komerčně úspěšné malířské dílny, v jejímž čele stál Michael Wolgemut.

#### Studijní cesta
Jak bylo zvykem, prohluboval mladý malíř a grafik své vzdělání cestováním. Na cestu se Dürer vydal v dubnu 1490. Itinerář cesty lze jen odhadovat. Pravděpodobně šel nejprve do Frankfurtu nad Mohanem, který byl velikým obchodním střediskem. Dürer mohl také navštívit Míšeň, rodiště moderního malířství. V každém případě je na jeho pozdějších tiscích možno rozpoznat vliv různých porýnských mistrů. Karel van Mander se ve své Schilder-Boeck (1604) zmiňuje, že šel Albrecht do Nizozemí. Stejný údaj poskytuje Joachim von Sandrart ve své Teutsche Academie (1675).
Jistý nicméně zůstává konečný Dürerův cíl: alsaský Colmar a dílna Martina Schongauera, hornoněmeckého rytce, který vstřebal mnoho z raného nizozemského umění. Když sem však Dürer v roce 1492 přišel, zjistil, že mistr právě zemřel. Pokračoval tedy dále do Basileje, střediska knihtisku, kde byl okamžitě přijat za tovaryše na výrobu dřevořezů pro velké projekty.
V květnu 1494 byl Dürer zpět v Norimberku.

### Vrcholné období

#### Svatba s Agnes Freyovou a první cesta (do Itálie)

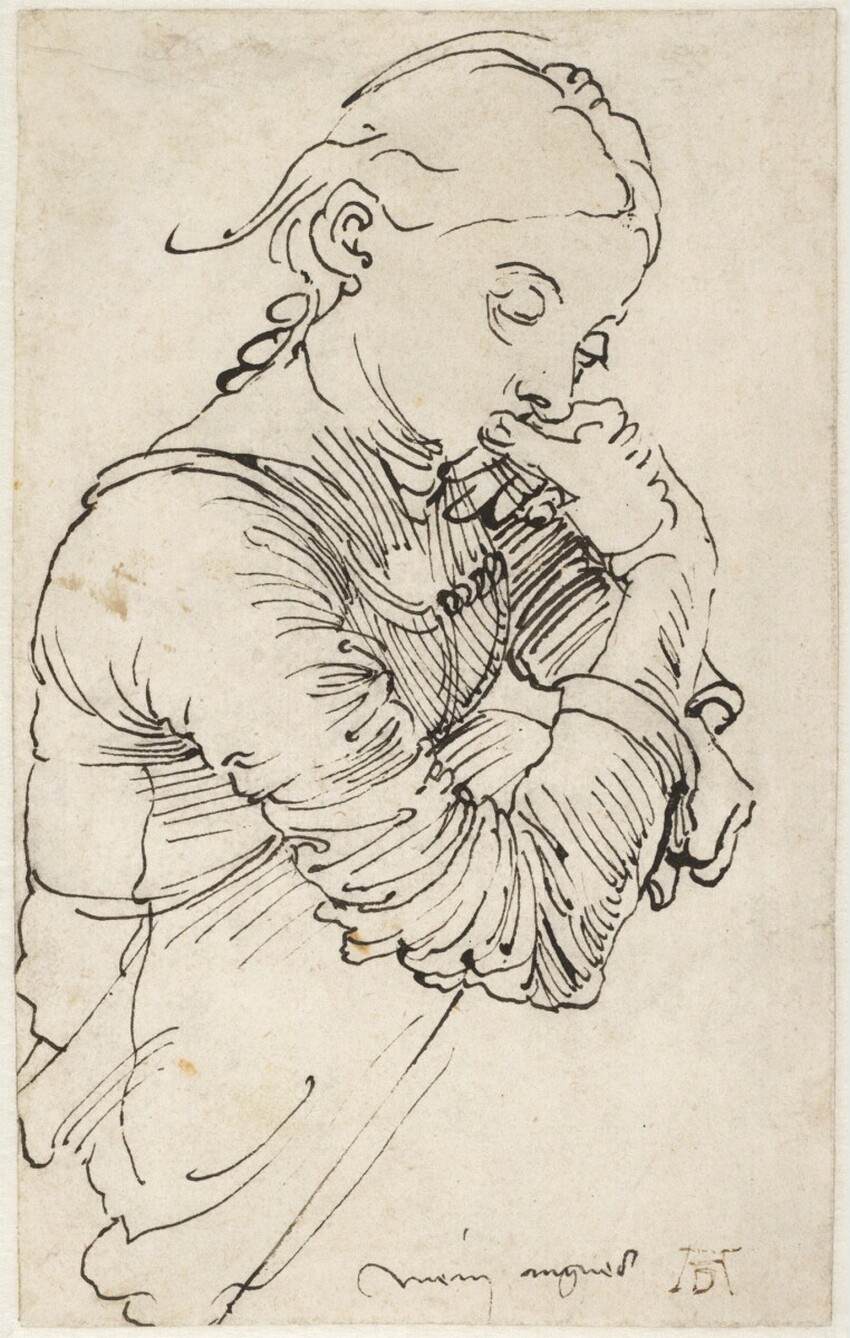
Dürerův portrét manželky z roku svatby s názvem Má Agnes

Během doby, kdy byl pryč, pro něj otec vybral nevěstu. 7. července 1494 se Albrecht oženil s devatenáctiletou Agnes Freyovou (1475–1539). Její otec Hans Frey (asi 1450–1523) byl kovotepec a mechanik. Dürerova nová tchyně Anna Rummelová (zemřela 1521) byla členkou jedné z předních norimberských rodin, a Dürer se tedy přiženil mezi městský patriciát. Výhody, jež to přinášelo, byly zřejmě skutečným hlavním důvodem svatby. Několik týdnů po svatbě se Dürer vydal na druhou cestu do ciziny.
Navíc utíkal před morem, který v roce 1494 zachvátil Norimberk. Tentokrát se Dürer zatoulal do Itálie. Trasa jeho cesty je opět neznámá. I jeho příjezd do Benátek koncem října 1494 byl nedávno zpochybněn na základě toho, že Dürerovy malby zhotovené kolem tohoto data nenesou žádné změny techniky, kterou by u něj setkání s benátským uměním muselo způsobit. Avšak převážná většina argumentů hovoří pro návštěvu Benátek, mezi nimi i úryvek z pozdějšího Dürerova vlastnoručního dopisu a poznámka, učiněná jeho přítelem Christophem Scheurlem ve smyslu, že Dürer byl nedávno v Itálii „podruhé“. Erwin Panofsky v Dürerově první italské cestě spatřoval „počátek renesance v zemích Severu“.
Když se Dürer ze své druhé italské cesty vrátil do Německa, panovala zde vzrušená atmosféra. Rytíř, humanista a básník Ulrich von Hutten přivítal nový letopočet 1500 slovy: „O saeculum – ó století! Jaké potěšení žít!“ Také se po celé říši šířily zvěsti o konci světa a o temných osudových znamení v podobě komet a zatmění Slunce, zemětřesení, povodní, morových ran a potratů.

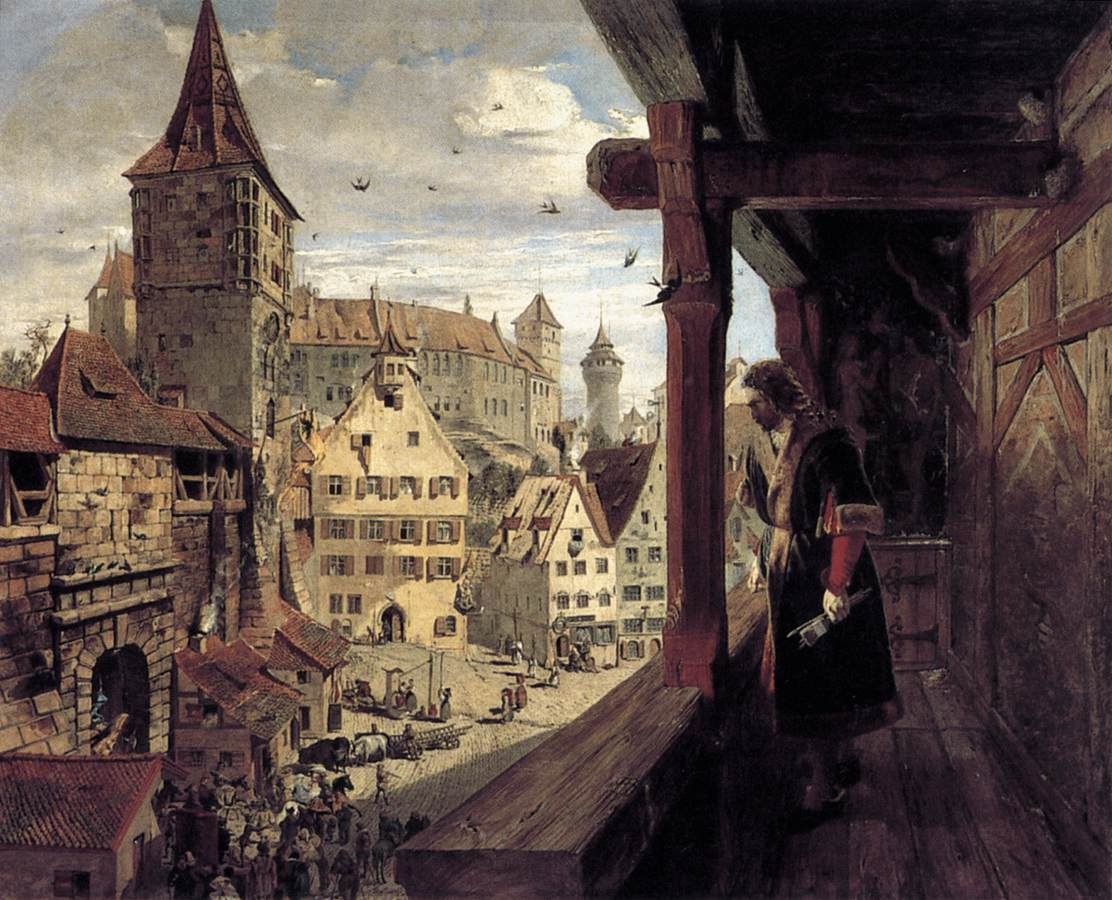
Albrecht Dürer na terase svého domu, obraz od Williama Bella Scotta

Norimberk, do kterého se Dürer z Itálie vrátil, byl apokalyptického strachu většinou ušetřen. Kolem roku 1500 zde vrcholil zlatý věk a město bylo bohaté a lidnaté. Dobové demografické údaje se liší, číslo 45 000 obyvatel se však zdá přijatelné. Mezi svými malířskými, dřevořezbovými a kovotepeckými kolegy zaujímal Dürer zvláštní „avantgardní“ postavení. Norimberští příslušníci vyšších vrstev – humanisté jako Sebald Schreyer (1446–1520), Hartmann Schedel a Conrad Celtis, a především patricij Willibald Pirckheimer (1470–1530), který byl stejně starý jako Dürer a byl jeho blízkým přítelem.
Domácí ani zahraniční pověst si Dürer nicméně zpočátku nevytvářel svými malířskými díly, ale prostřednictvím mědirytů a sérií dřevořezů. Proto se monogram „AD“ poprvé objevuje na jeho grafických dílech až kolem roku 1495. Od té doby znamenala jeho signatura záruku umělecké kvality v celé Evropě, nejen na frankfurtských trzích. Krátce po roce 1500 si Dürer v Norimberku zařídil vlastní dílnu, ve které zaměstnal svého bratra Hanse (1490–1534/1535) a jako svého prvního asistenta Hanse Baldunga.
Humanističtí přátelé jednou či dvakrát mezi řečí udělali narážku, že měl Dürer pederastické sklony, avšak pouze z toho lze jen stěží usuzovat, zda umělec žil homosexuálním životem. To bylo v norimberském právním systému té doby zakázáno pod trestem smrti. Zdá se však, že Dürera homosexualita fascinovala přinejmenším jako téma.
Snad se s Barbarim krátce setkal na své první italské cestě a hledání zmíněných ideálů mohlo být hlavním důvodem jeho druhé návštěvy Benátek. Mohl zde být i jiný důvod – na konci července roku 1500 pravděpodobně smrtelný mor opět zachvátil Norimberk. Podle dobových kronik překonal tentokrát počet obětí pohromu z roku 1494. Každý, kdo si to mohl dovolit, odešel z města.

#### Druhá cesta
Dürer poslal svou ženu Agnes s dřevořezy a rytinami v zavazadle na podzimní veletrh do Frankfurtu a sám se vydal za Alpy. Za nimi leželo město, které ho stále vábilo: město lagun, světla a malby opilé barvami – Benátky. Historici umění vytvořili ohromné úsilí, aby zrekonstruovali cesty, jež Dürer podnikal z Benátek. Je prokázáno, že šel do Boloně, ale putoval také do Florencie, nebo dokonce do Říma? Setkal se osobně s Leonardem nebo s Raffaelem, s nímž si později vyměňoval obrazy poštou? Omezíme se na Dürerovy aktivity v Benátkách, o kterých se můžeme dovědět z deseti listů, jež poslal Pirckheimerovi mezi 6. lednem a 13. říjnem roku 1506.
Své vztahy s benátskými kolegy, s výjimkou stárnoucího Giovanniho Belliniho, popisuje zpočátku ve velmi negativním duchu. Brzy však zjistil, že je uctíván jako velký umělec. V roce 1506 napsal Pirckheimerovi vroucně: „Jak jen budu mrznout, až odejdu z tohoto slunce! Zde jsem pán, doma příživník.“

#### Ve službách Habsburků
Když Maxmilián I. v roce 1512 využil služeb nejvýznamnějšího norimberského umělce, zajisté doufal, že si tím vyslouží pověst vytříbeného znalce a podporovatele umění. Do císařova okruhu přivedl Dürera možná Maxmiliánův bankéř Jakob Fugger. Není také vyloučeno, že přijetí u císaře zařídil Pirckheimer nebo kurfiřt Fridrich Moudrý. V každém případě nyní Dürer nosil titul dvorního malíře.
V roce 1515 mu Maxmilián udělil doživotní rentu. Když v roce 1519 Maxmilián zemřel a na trůn nastoupil jeho vnuk, nebylo jisté zda dohoda zůstane v platnosti. Korunovace se měla odehrávat v Cáchách na podzim roku 1520 a Dürer byl rozhodnut vyžádat si potvrzení renty osobně přímo u Karla V. Připojil se k delegaci, která dopravovala korunovační klenoty z Norimberka do Dolního Porýní. Norimberskými ulicemi se však znovu ozýval hrkot morových kar. Dürer nejprve utekl do Cách a potom do Nizozemí, kde chtěl Karel vykonat první státní návštěvu v úřadu císaře. Tentokrát s sebou vzal Dürer i Agnes.

#### Třetí (poslední) cesta
V roce 1520 odešel Albrecht Dürer z Norimberka na svou poslední cestu. Jeho cílem byly Flandry a Brabantsko a účelem cesty návštěva císaře a kvetoucích nizozemských měst, kde byla šance získat výhodné zakázky. Dürer se s manželkou Agnes vydal na cestu 12. června. Seriózní manželský pár s sebou v zavazadlech vezl kompletní grafické dílo, jež malíři patřilo 2. srpna do Antverp, mezinárodního střediska obchodu, které na poli hospodářského výkonu předběhlo německé císařské město Norimberk, a bylo dokonce významnější než královna Středomoří – Benátky.
V Antverpách se cestovatel setkal s nadšeným a obdivným přijetím od norimberských kolegů. Dne 5. května 1521, po jednom z těchto shromáždění na jeho počest, vytvořil Dürer odborný termín, který se užívá dodnes. Nazval totiž jednoho z předních antverpských malířských mistrů Joachima Patinira dobrým „krajinářem“.

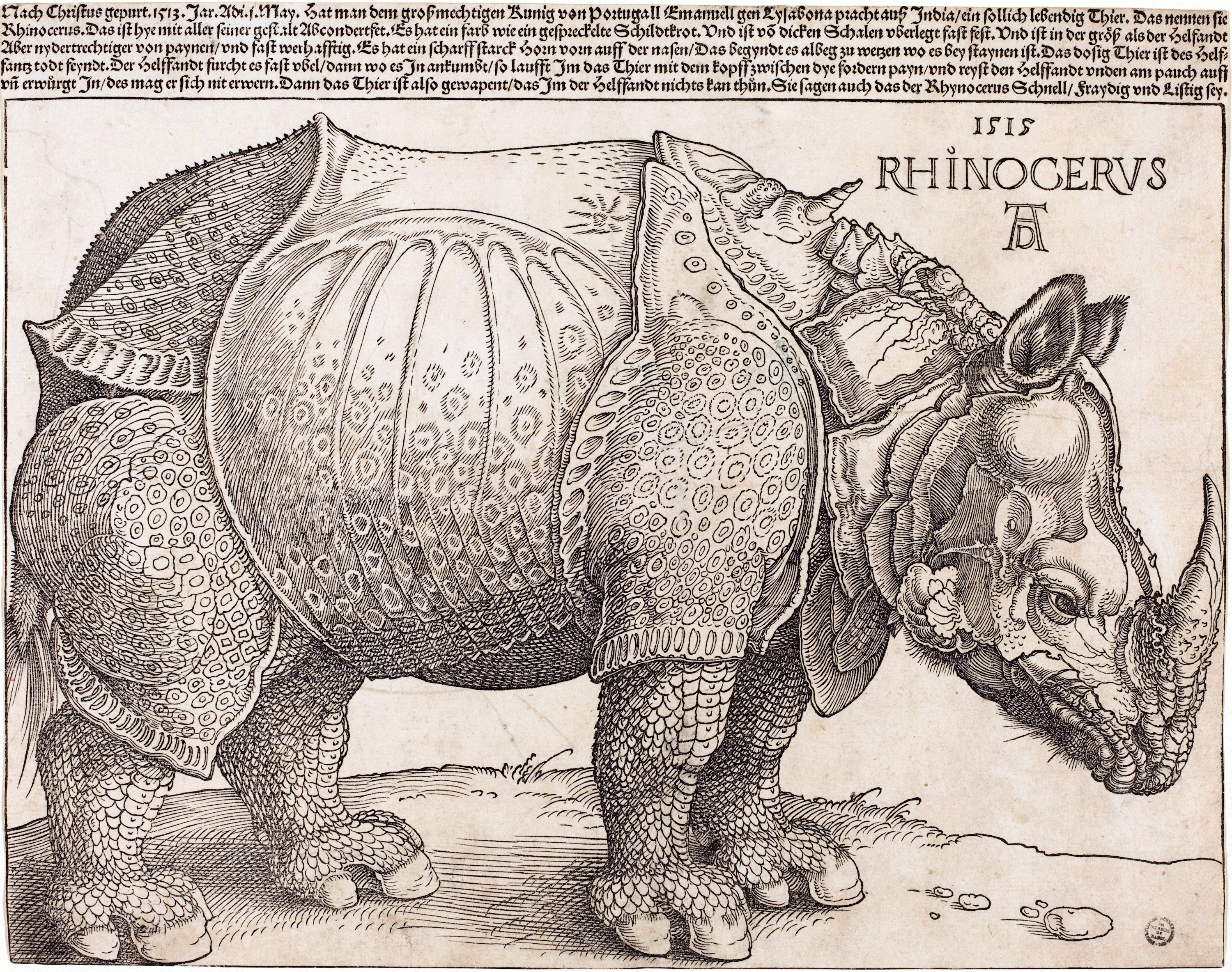
Dřevořez nosorožce z roku 1515, Lisabon

V mnoha svých deníkových záznamech Dürer popisuje, jak poctěn se cítil vší tou pozorností, která se na něho upírala. Ale sláva ho nezaslepila a kvůli opulentním hostinám, ke kterým byl zván občas i se svou ženou a služebnou Susannou, nezůstával na jednom místě. Počátkem září navštívil palác v Bruselu, v jehož sálech se nacházely nádherné exotické předměty, o nichž mluvila celá Evropa. Byly tu vystaveny dary, které přivezl španělský vojenský důstojník Hernán Cortés ze své dobyvačné výpravy do Mexika a věnoval je císaři Karlu V.: zbraně, šperky, kultovní předměty a poklady indiánské kultury byly Dürerovi tak dokonale cizí, že mohly stejně dobře pocházet z jiné planety.
V Bruselu norimberský „turista“ také pozoroval a kreslil lvy ve vévodově zoologické zahradě a obdivoval velký meteorit v kabinetu kuriozit hraběte z Nassau. V Lisabonu nedávno přistála loď navracející se z Indického oceánu – s nosorožcem na palubě. Německý obchodník, který byl náhodou v Lisabonu, si nakreslil zvíře, které do té doby ještě nikdo v Evropě neviděl.
Dürer se v Antverpách velmi důkladně věnoval obchodním záležitostem. Věděl, že je zapotřebí díla nejen prodávat, ale také darovat. Město na Šeldě bylo domovem mnohých portugalských správců majetků, vlivných a bohatých obchodníků. Joao Brandao mezi nimi zaujímal přední postavení. Jeho pravou rukou byl humanisticky vzdělaný Rui Fernandes de Almada. Těmto významným mužům Dürer štědře věnoval celé série grafických listů. Jeho gesto mu oplatili několikanásobně. Rui Fernandes například daroval Agnes malého zeleného papouška, což byla tehdy velká drahocennost.

### Pozdní léta
Dürer se však v Nizozemí nesetkal jen s úspěchem. Jeden z jeho nejbolestnějších zážitků přišel 6. června 1521, kdy se vrátil do Mechlinu. Byl na návštěvě u arcivévodkyně Markéty Habsburské, dcery Maxmiliána I. a od roku 1507 generální guvernérky Nizozemí. Dürer jí dlužil velkou porci díků, protože využila svého vlivu u císaře Karla V. k tomu, aby zajistila, že jeho renta bude dále vyplácena. Věnoval Markétě jeden z portrétů Maxmiliána z roku 1519 – nevíme, který z nich. K jeho zděšení mu bylo oznámeno, že se obraz arcivévodkyni nelíbil.
A bylo tu ještě něco horšího. V Nizozemí, pravděpodobně na výletě po moři v okolí Seelandu, si Dürer uhnal nemoc, ze které se už neuzdravil. Trpěl horečkou, nevolností, mdlobami a bolestmi hlavy – možné příznaky chronické malárie. Od dneška ho měly přepadat pravidelné horečnaté záchvaty a každodenní návštěvy lékařů měly být trvalou součástí jeho života.

#### Dürer a náboženství
Dürer byl hluboce věřící křesťan. Nebyl světec a ve svých vlastních očích byl obtěžkán hříchem. Vyrostl ve společnosti, kterou náboženství od základů prostupovalo.
V letech 1521–1524 Dürer beze vší pochyby patřil mezi stoupence náboženské reformace. A v roce 1524 vyvřely v Norimberku určité radikální tendence, které městské úřady dosud úspěšně potlačovaly. Podílel se na nich jistý počet Dürerových žáků a tovaryšů. V lednu následujícího roku došlo ke stíhání „bezbožných malířů“. Mezi nimi byli Jörg Pencz, „služebník“ v Dürerově domácnosti, a malířovi žáci Hans Sebald a Barthel Beham. Navenek se projevovali jako anarchisté a komunisté. Všichni tři byli vypovězeni z města. V květnu se musel Dürer vyrovnat s uvězněním svého nejlepšího řezbáře Hieronyma Andreaea, který veřejně podporoval selská povstání. Z mnoha měst přicházely zprávy o zákazech a ničení obrazů. Zpráva, že jsou v obrovském objemu ničena umělecká díla, musela Dürera hluboce zasáhnout.

#### Smrt

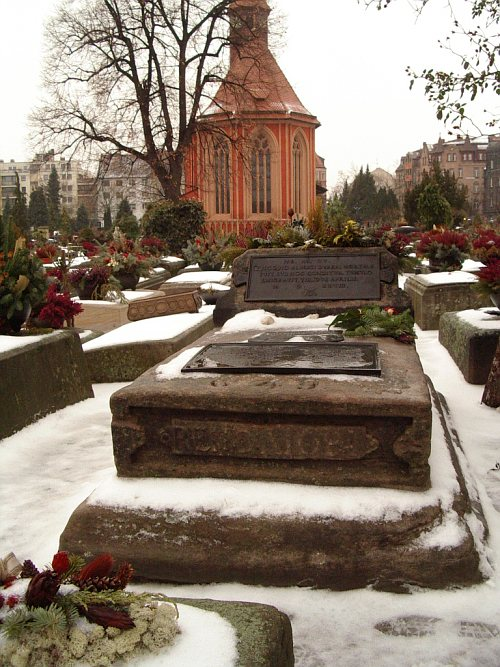
Hrob Albrechta Dürera v Norimberku na hřbitově Johannisfriedhof

Albrecht Dürer zemřel 6. dubna 1528 na malárii. Byl pohřben pod prostou bronzovou náhrobní deskou na hřbitově Johannisfriedhof. Pirckheimer složil nesmrtelný epitaf: Quicquid Alberti Dureri mortale fuit, sub hoc conditur tumulo („Vše, co bylo z Albrechta Dürera smrtelné, leží pod touto mohylou.“). Zdá se, že neproběhla žádná veřejná pohřební slavnost. Dürer zanechal ženě jmění o téměř 7 000 zlatých, což znamená, že patřil mezi sto nejbohatších norimberských měšťanů.
Tvrdí se, že umělcovi přátelé po několika dnech vyzdvihli jeho tělo z hrobu a odlili sádrové masky jeho tváře a ruky. Pramen vlasů, odstřižený z Dürerovy hlavy ještě na smrtelné posteli, si vzal do Štrasburku jako svatý ostatek jeho žák Hans Baldung Grien. Pramen se stal u následujících generací předmětem uctívání a dnes je uchován ve vídeňské akademii. Dürerova posmrtná maska byla pravděpodobně zničena při požáru, jenž zachvátil mnichovskou Rezidenci v roce 1729. Umělcovy ostatky se ztratily při úpravách hřbitova v roce 1550.

### Po smrti
Ztráta však nijak nemohla zastavit proces, který by bylo možno nazvat „uctíváním Dürera“ a který začal v nezmenšeném měřítku již za umělcova života. Nikdo jiný se v dějinách německého umění po celá staletí netěší takovému statutu legendy – a to nejen v Německu.
Když kolem roku 1560 toskánský velkovévoda Cosimo I. ve Florencii rozhodl sestavit sbírku portrétů slavných současných a nejlepších umělců, byl „Alberto Durero“ jediným cizím malířem, jehož portrét měl tu čest viset v panteonu vedle Leonarda, Tiziana a Michelangela. Začátkem 17. století proběhla „dürerovská renesance“, obzvláště na pražském a mnichovském dvoře.
Kolem roku 1880 nebylo neobvyklé vidět v ulicích německých měst mladíky oblečené a učesané á la Dürer. V roce 1815 vyústila jedna z jejich ateliérových oslav v „dürerovský festival“. O rok později byla v Norimberku zřízena společnost Albrechta Dürera. Po roce 1830 neobyčejně rozkvetl obchod s dürerovským kýčem: ve velkém měřítku se začaly vyrábět hlavičky dýmek, pivní korbele, a dokonce perník, jež byly zdobené malířovou podobiznou.
Renesanční chápání člověka a světa našlo skrze kongeniální vizi Albrechta Dürera cestu do německého malířství.

## Dílo

### Rané dílo

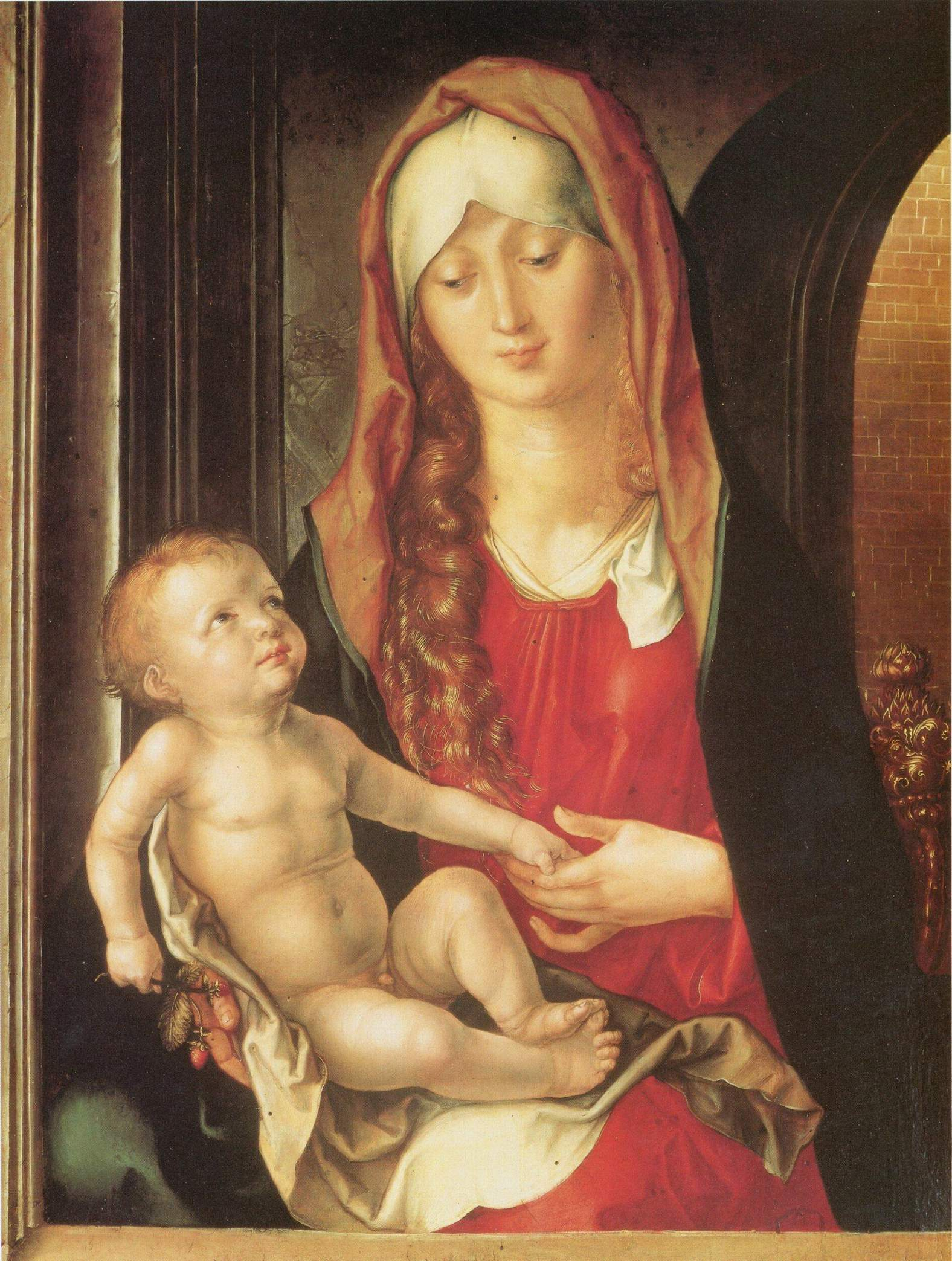
Madona s dítětem před obloukem

Dürerovými prvními díly byly právě dřevořezy. Kromě jiného vypracoval četné, i když umělecky nepříliš cenné ilustrace pro Loď bláznů, literární bestseller Sebastiana Branta, který vyšel v Basileji v roce 1494. Na své první cestě, do Itálie, mohlo vzniknout několik menších maleb, například drobná desková malba Kající se svatý Jeroným, na níž vzbuzuje údiv mimo jiné neobvyklý nebeský úkaz namalovaný na pozadí.
Další z nich mohla být Madona s dítětem před obloukem. Tato deska byla znovu objevena ve 20. století v ženském klášteře v Ravenně a nikdy neopustila Itálii. Malý Ježíš je obzvláště poplatný italským vzorům. Dürera fascinovaly především madony na pozadí látkových závěsů nebo krajin od všeobecně obdivovaného Giovanniho Belliniho (asi 1430–1516).
Nejasná je dosud chronologie Dürerových krajinářských akvarelů. Má se za to, že některé vznikly ještě před jeho odchodem do Itálie, například proslulá Drátovna z berlínského Kupferstichkabinettu. Druhá skupina spadá do období od září 1494 do února nebo března 1495. Zda byly malby zhotoveny při cestě do Itálie nebo na zpáteční cestě (a zda jsou tedy ovlivněny italským uměním či ne), zůstává předmětem samostatné diskuse. Akvarely, které si Dürer přivezl ze své první cesty, se rovněž řadí mezi nejhezčí ve svém žánru. Nikdo před ním nezacházel s akvarelem tak svobodně a zároveň tak precizně.

Autoportrét z roku 1498

Dva první Dürerovy autoportréty kombinovanou technikou potvrzují jeho vlastní obraz jako úspěšného muže. Na prvním, namalovaném pravděpodobně ve Štrasburku v roce 1493, kdy byl Dürer ještě tovaryšem, drží dvaadvacetiletý mladík ve svých jemných rukou bodlákovitý květ rostliny z rodu Eryngium zvané máčka nebo lidově „mužská věrnost“. Květina bývá vykládána jako symbolická narážka na Dürerovu blížící se svatbu. Tento výklad by mohla potvrzovat skutečnost, že obraz byl namalován na pergamenu, aby jej bylo možno snadno svinout – měl být ale odeslán do Norimberka jako zásnubní dar pro Agnes a její rodinu.
O pět let mladší Autoportrét, dnes v madridském Pradu, Dürerův první větší úspěch na poli deskové malby, je záměrně okázalejší než obraz z Louvru.
Mezi další obrazy raného díla patří také nespočet méně významných autoportrétů. Nesmíme však zapomenout na kresbu, která se naprosto vymyká Dürerovu stylu – Mladík s katem z doby kolem roku 1493. Právě tato kresba – ukazující mladého muže, který má být popraven, klečí před katem téměř nahý. Ten však, místo aby zdvihl meč a zasadil mu smrtící ránu, polonahého mladíka hladí, a on si to zjevně užívá – je nejhlavnějším důvodem toho, že je Dürer podezříván z homosexuality.

### Vrcholné dílo

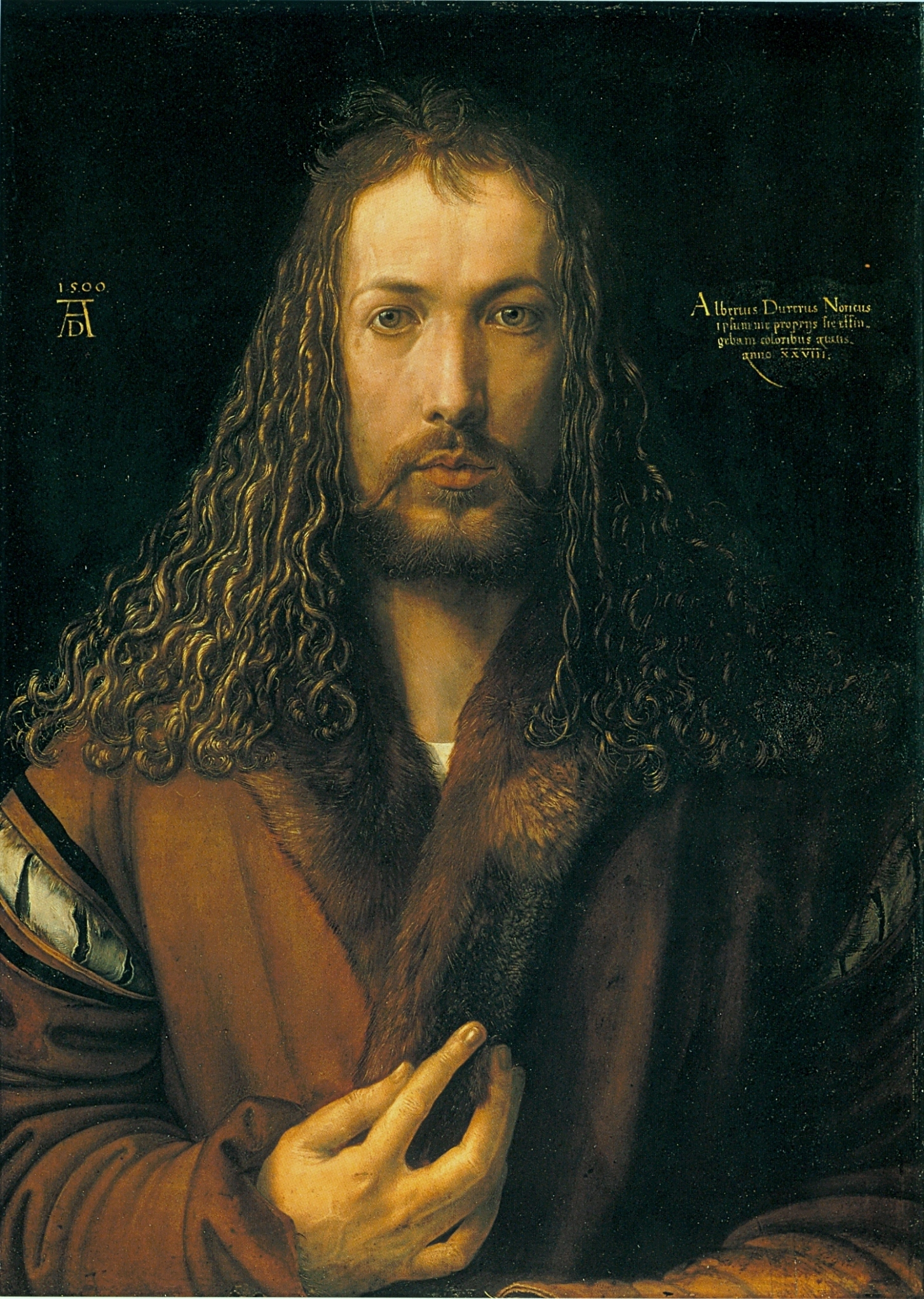
Autoportrét v kožichu z roku 1500

Mezi klenoty Dürerova vrcholného díla patří jeho nejznámější autoportrét (známý také pod názvem Autoportrét v kožichu) z roku 1500. Na tomto obrazu vystupuje autorův obličej z tmavého beztvarého pozadí se záhadnou naléhavostí, která upomíná na Leonardovu Monu Lisu.
Portrét Mladé Benátčanky (obr. 6; 1505), pravděpodobně kurtizány, je výjimečně přitažlivý. Pohled zblízka na hlavu, bez ramen a paží, přejímá kompozici portrétu benátského typu a zachycuje účes podle benátské módy v letech 1500–1510. Také u druhého portrétu mladé ženy (obr. 5; asi 1506) benátská malířská škola ovlivnila smyslovou povahu ztvárněného obrazu.
Madona s čížkem (obr. 1; 1506) prozrazuje zřejmé příbuzenství se srovnatelnými kompozicemi Giovanniho Belliniho, který na Dürera na jeho první cestě do Benátek udělal tak hluboký dojem.
Posledním dílem, které Dürer vytvořil v Benátkách, byl Portrét mladého muže (obr. 7; 1507). Na jeho zadní straně je namalovaná ošklivá stařena s vakem peněz, která bývá vykládána jako alegorie Lakomství, nebo – snad případněji – jako symbol pomíjivosti (obr. 3; 1507). Všechno nasvědčuje tomu, že Dürerova Stařena vznikla přibližně ve stejné době jako obraz La Vecchia, připisovaný Giorgionemu, v atmosféře vzájemné inspirace nebo soutěživosti a že oba obrazy jsou odvozeny ze ztracené předlohy Leonarda da Vinci.
Na obraze Kristus mezi učenci (obr. 4; 1506) si Dürer hrdě poznamenal: „dílo pěti dní“. Tento bravurní výkon byl pečlivě předem naplánován řadou přípravných kreseb. Dürer mohl pracovat s více zdroji: se stísněným formátem portrétu Mantegni a Belliniho kruhu a s Leonardovými „groteskními hlavami“.

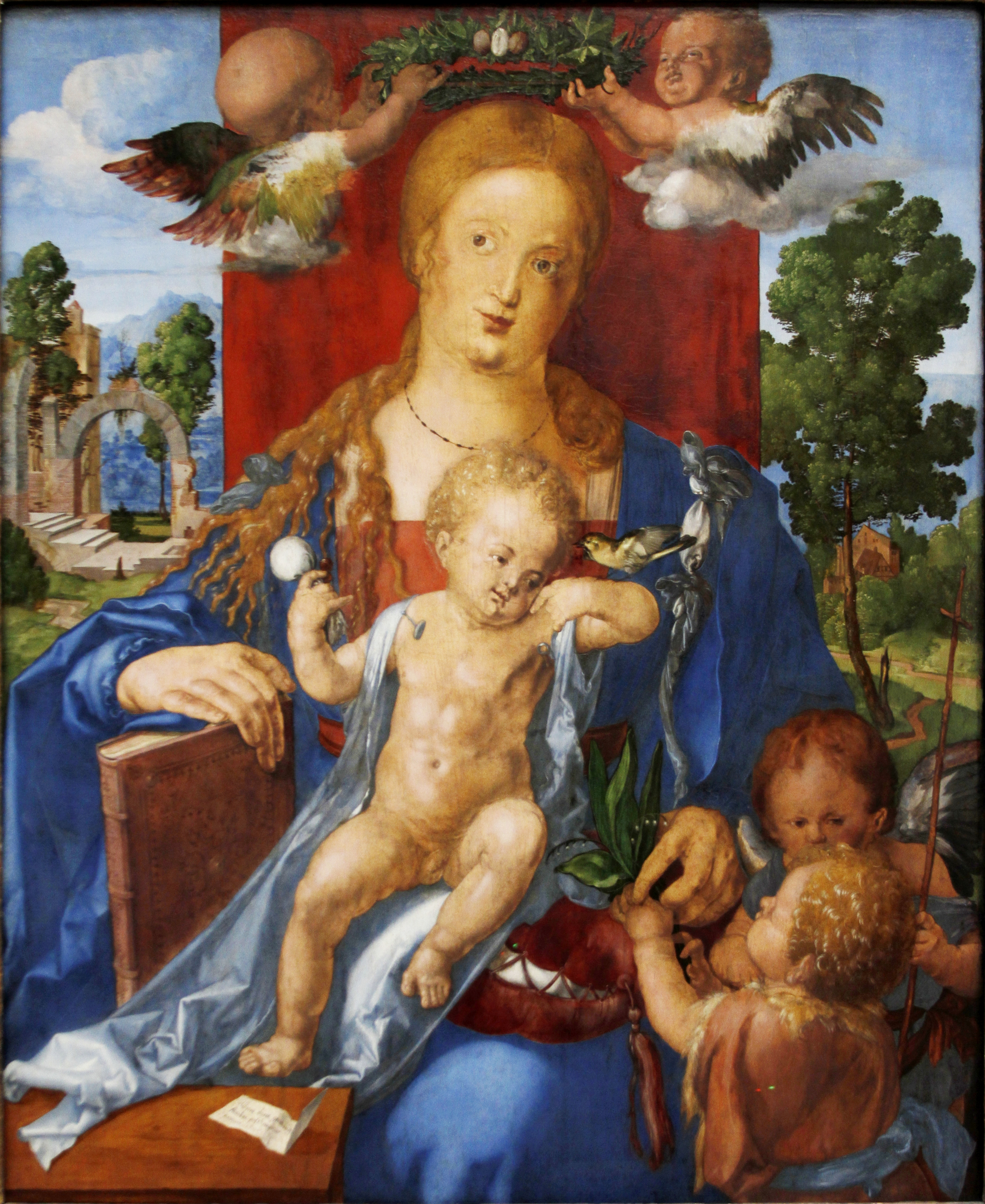
1.Madona s čížkem
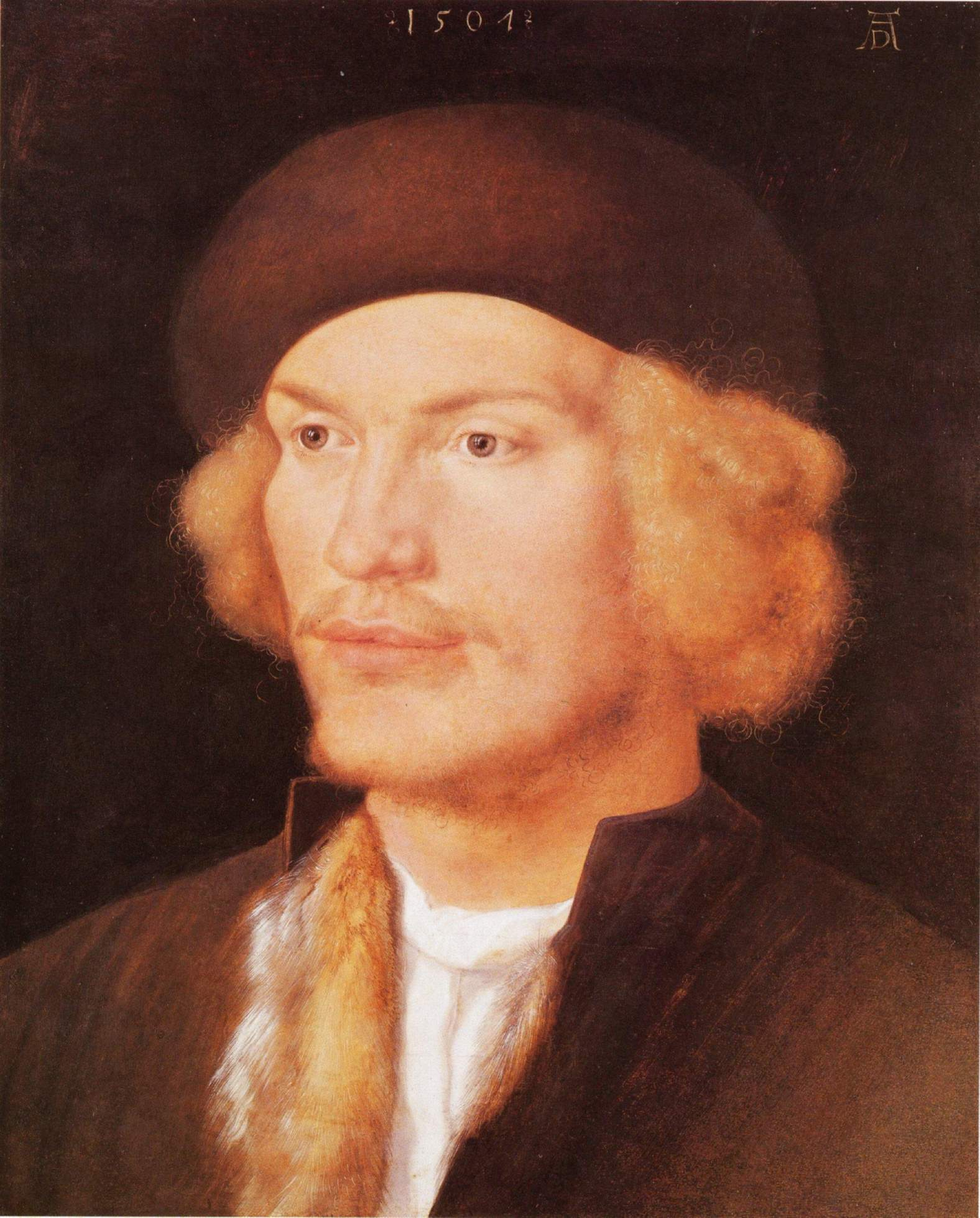
2.Portrét mladého muže
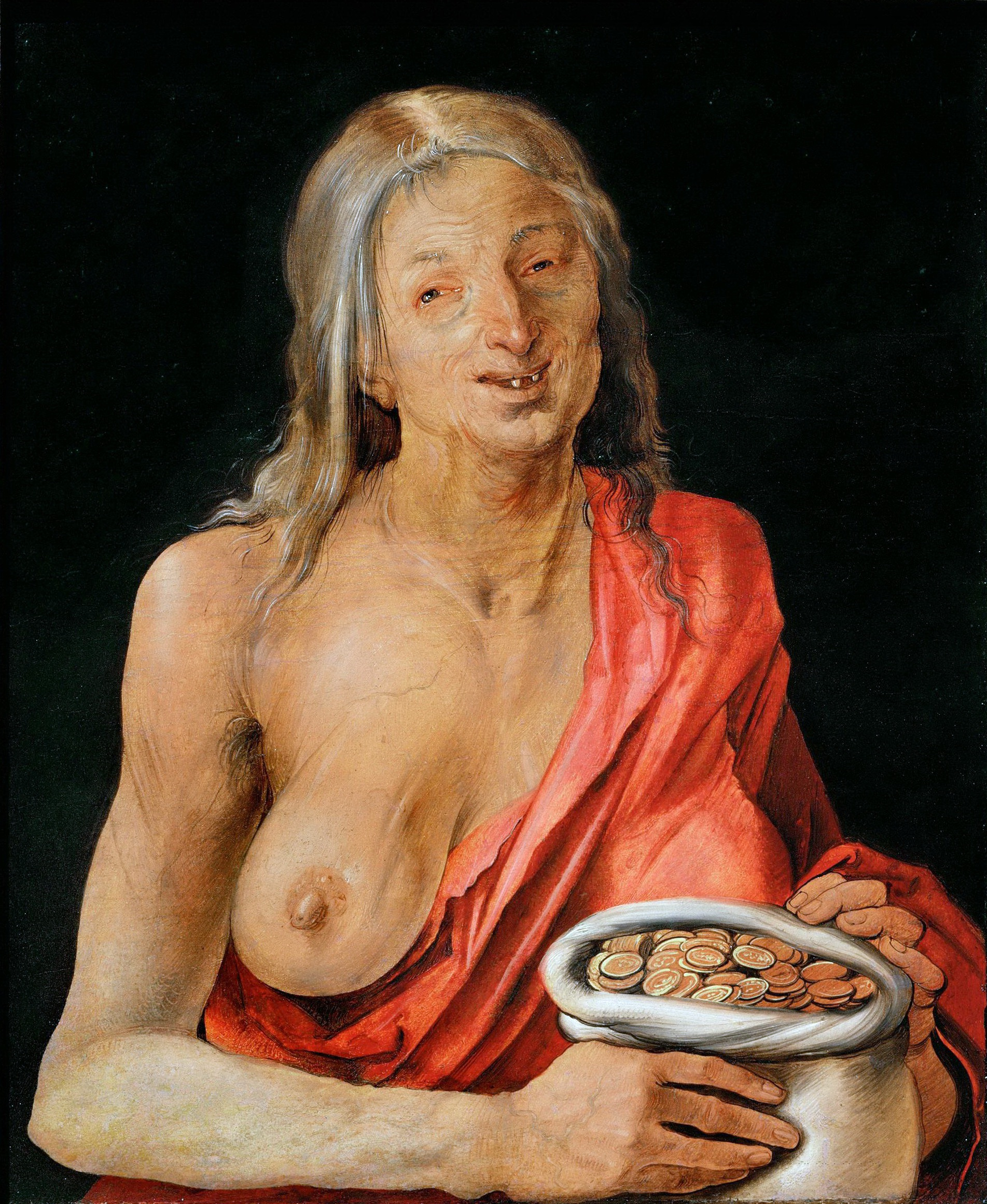
3.Vanitas
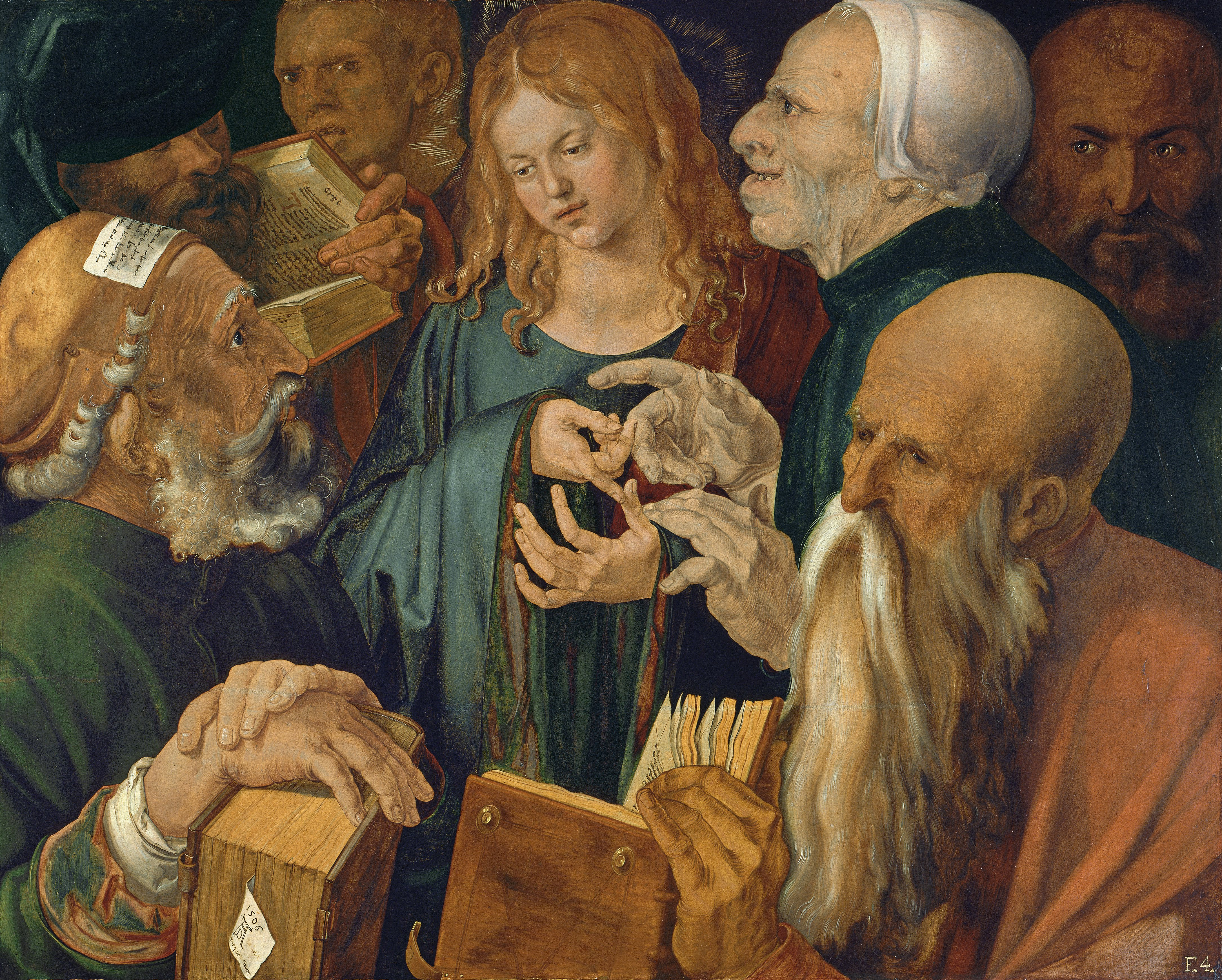
4.Kristus mezi učenci
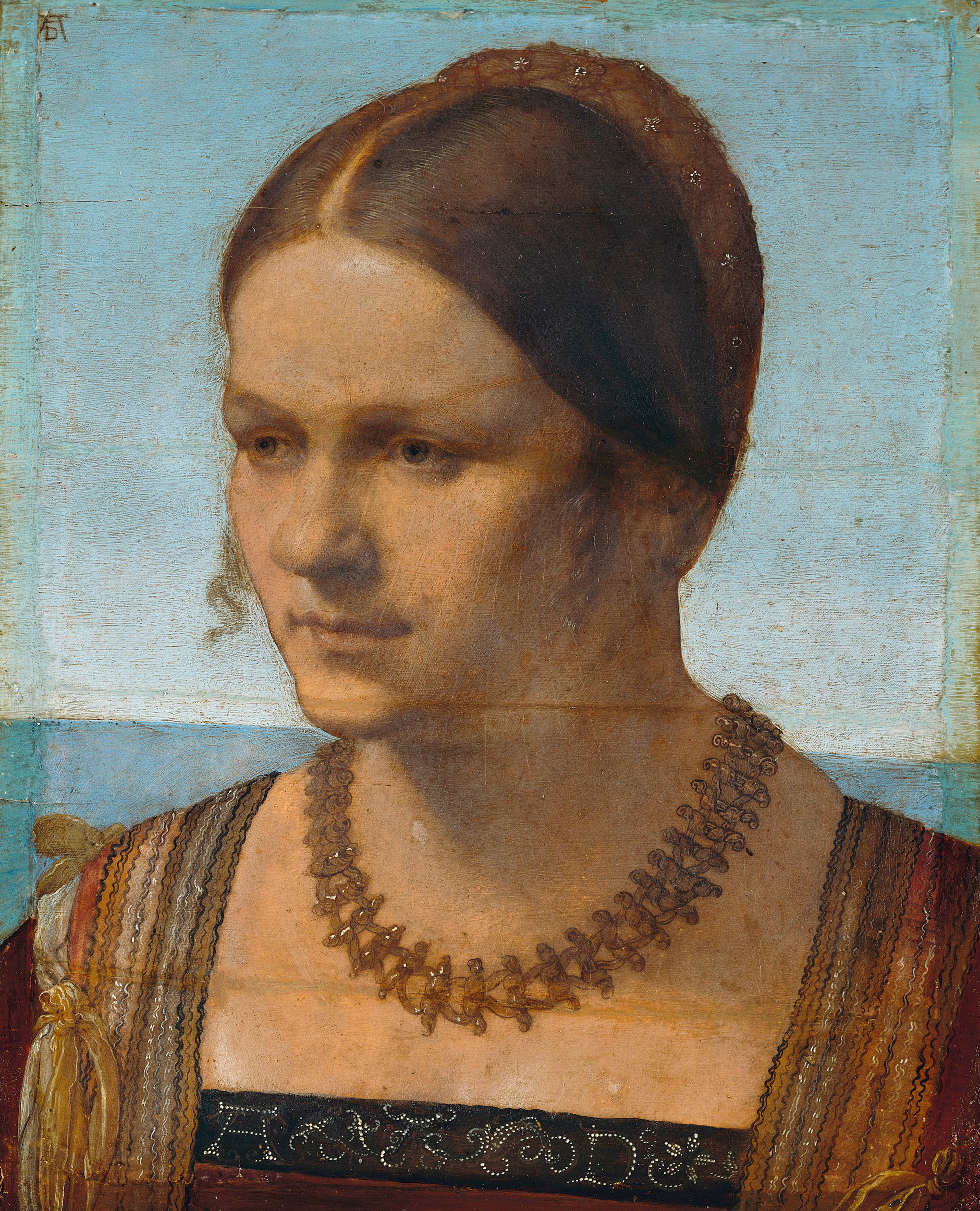
5.Portrét ženy na břehu moře
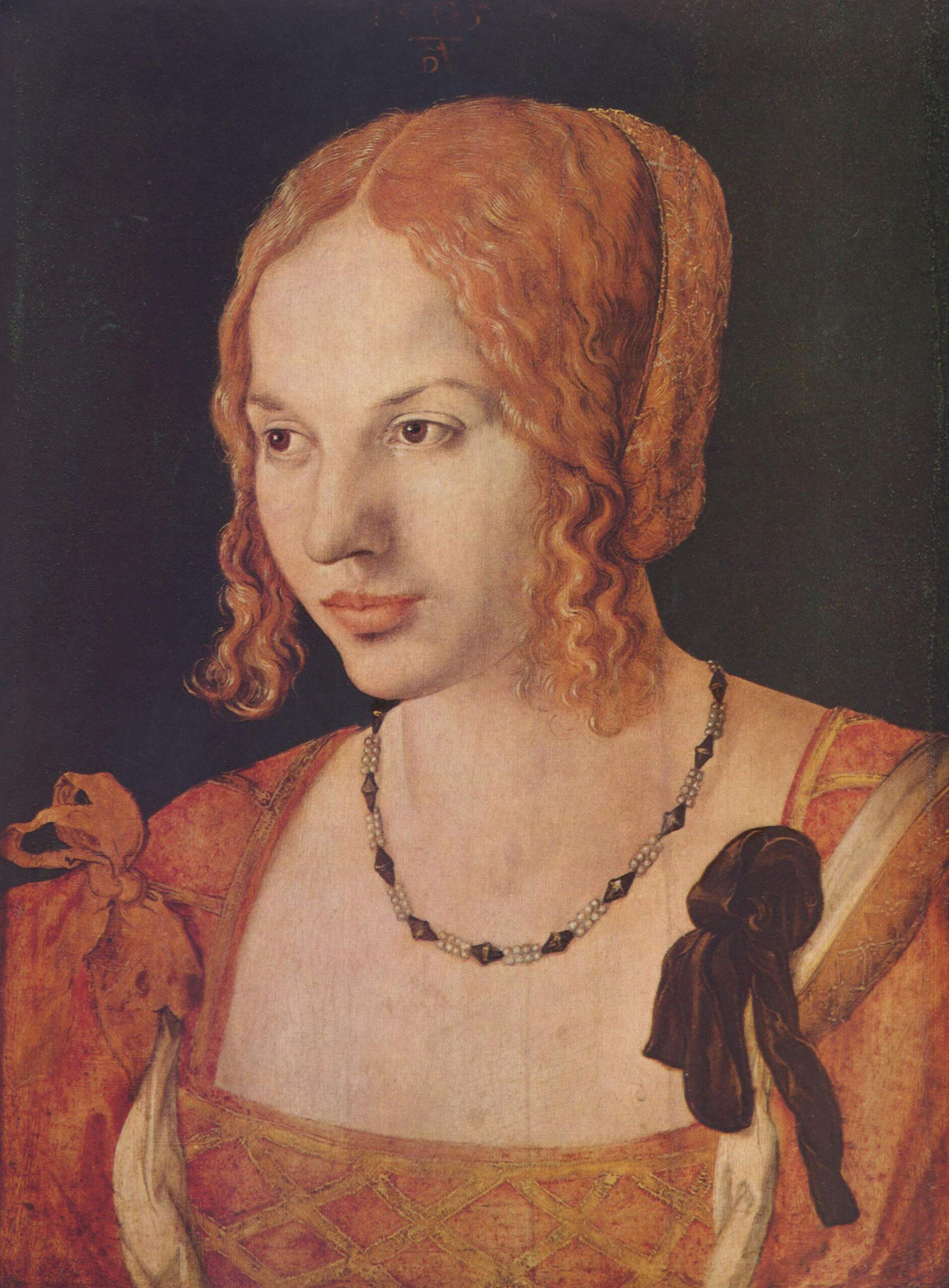
6.Portrét mladé Benátčanky
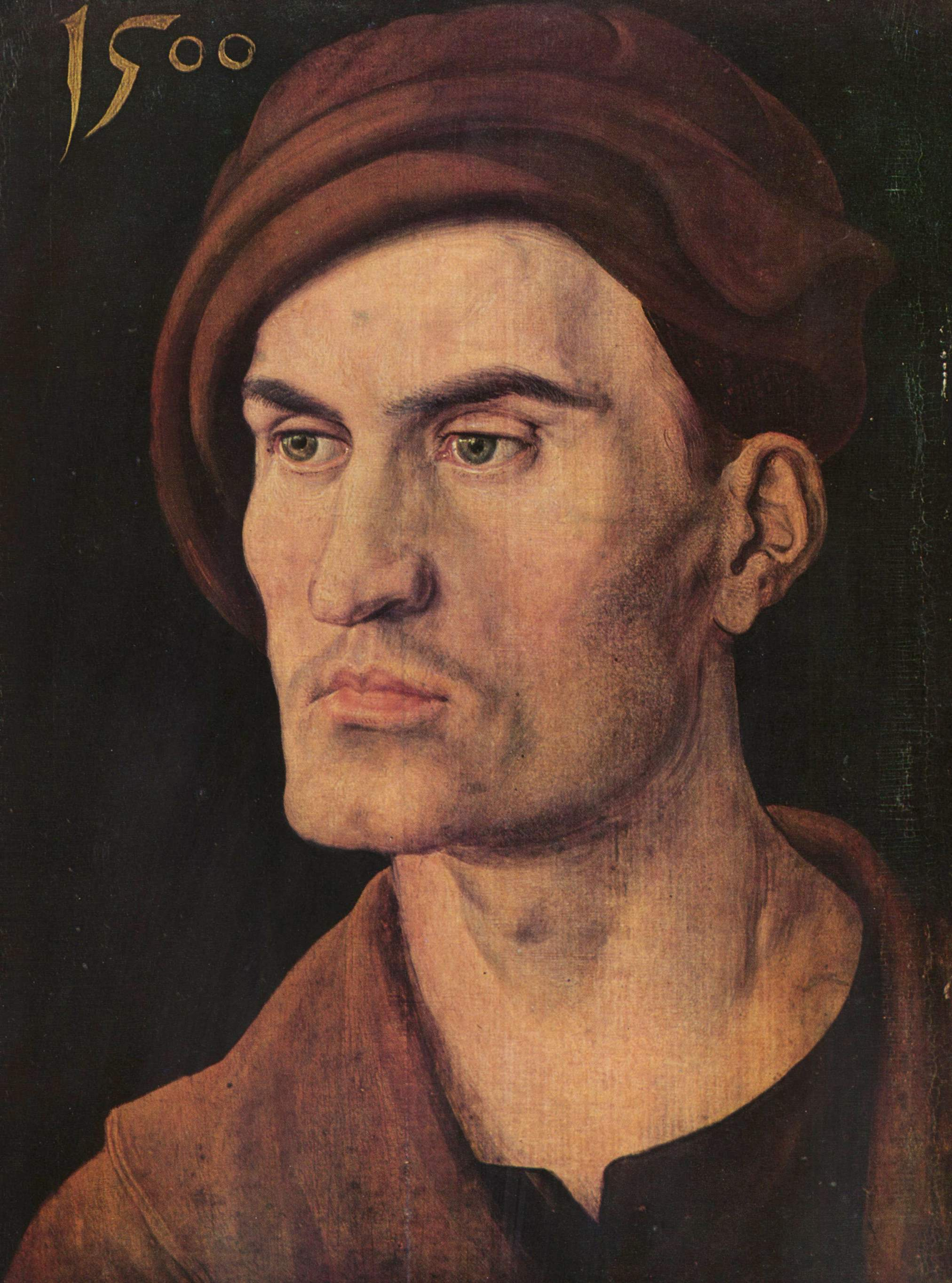
7.Portrét mladého muže
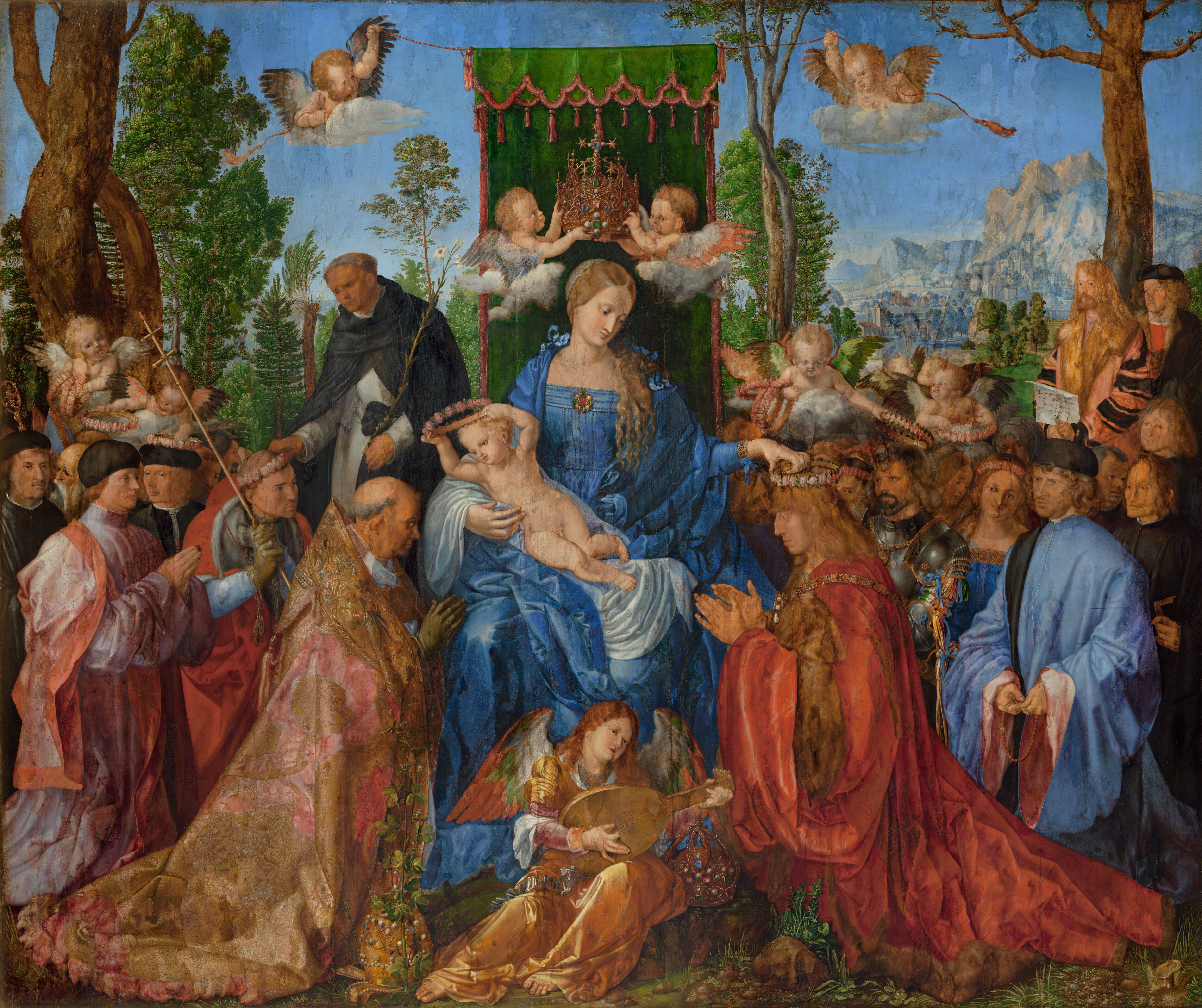
8.Růžencová slavnost

Nejskvělejším plodem Dürerova druhého benátského pobytu je však Růžencová slavnost (obr. 8; 1506). Tento monumentální oltářní obraz si objednali němečtí obchodníci sídlící v Benátkách pro „svůj“ kostel San Bartolomeo a pravděpodobně ho financovalo bratrstvo rosenkruciánů.
Kolem tohoto období také začaly vznikat obrovské oltářní obrazy: Panna Marie Sedmibolestná, Utrpení deseti tisíc křesťanů, nebo Oltář Paumgartnerů.
Na poli grafiky, jak se věřilo, byli Němci a Nizozemci nepřekonatelní i v době, kdy celému světu umění zdánlivě vládla italská renesance. Pro Dürera osobně byl bezpochyby důležitější jiný klíčový koncept: „Neboť pravé umění [tedy všechna pravidla proporcí a geometrie, kterými se řídí umění] je pevně zakotveno v přírodě. Kdo ji dokáže nakreslit, ten ji ovládá.“ A on ji nakreslil. Odpovědí na kolorismus inspirovaný cestou na jih byl – jako obvykle – kreslířský detail, „mikroskopie“ studií přírodních námětů, které Dürer vytvářel před svou druhou cestou. Mezi ně patří akvarel Zajíce (1502), jehož srst je neuvěřitelně věrně zobrazená a jehož oči prozrazují napětí a strach, akvarel Křídlo mandelíka a také Velký drn (1503), seskupení travin a hlinité kaše z pohledu hmyzu.

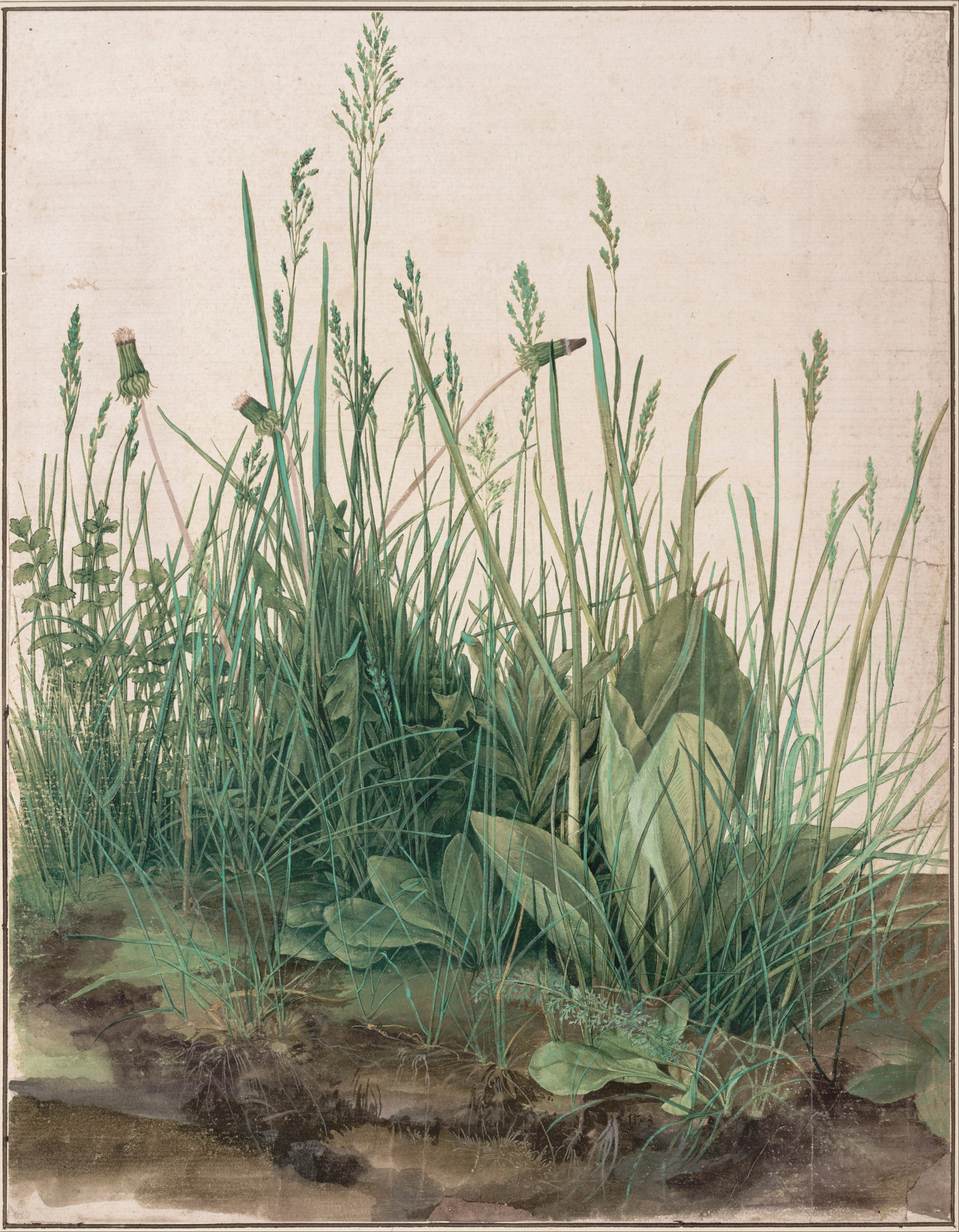
Velký drn

### Pozdní dílo

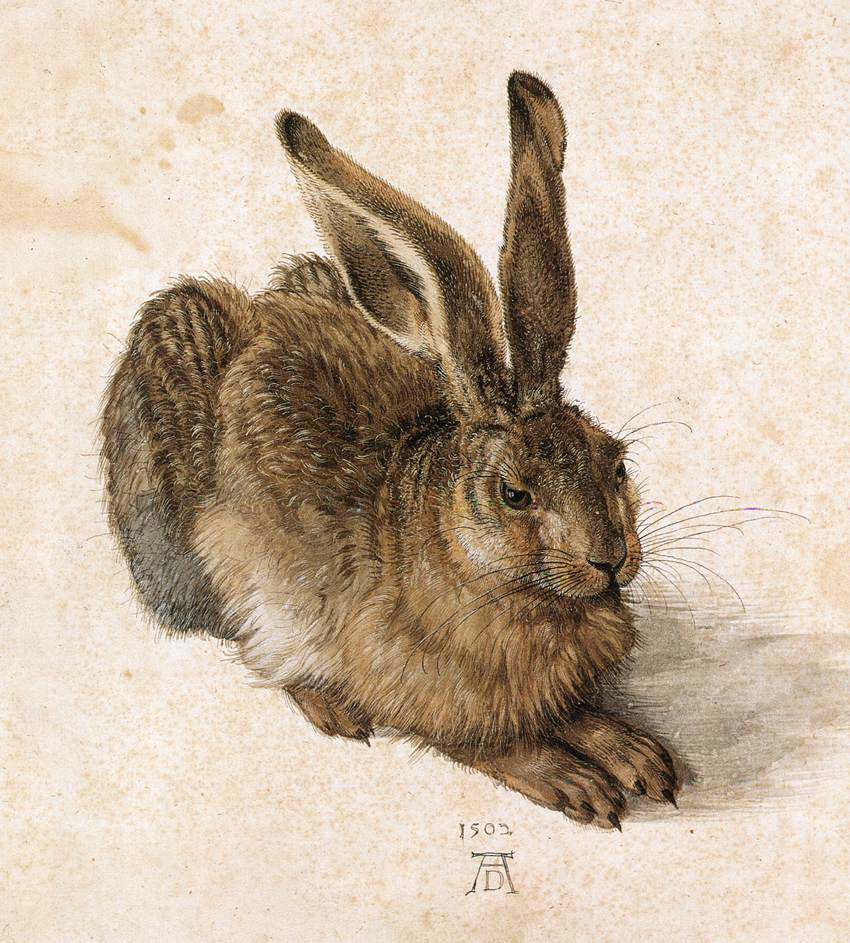
Akvarel Mladého Zajíce

Roku 1510 zadala městská rada Dürerovi zhotovení dvou deskových maleb: Karla Velikého a císaře Sigismunda. Poprsí v nadživotní velikosti měla zdobit Klenotnici Schopperského domu na hlavním norimberském náměstí, kam se v předvečer každoroční slavnostní podívané dopravovaly císařské korunovační klenoty a roucha. Dürer se horlivě vrhl do přípravných prací a perem si udělal studie rouch, koruny, meče, říšského jablka a rukavice, které pak přenesl do olejomalby. Poněkud škrobená formálnost hotového portrétu způsobuje, že pohled na obraz zrovna nepotěší: slavnostní ráz obrazu způsobuje jen živější výraz tváře.
Od roku 1512 začal Dürer pracovat ve službách Habsburků, je tedy zřejmé, že mezi jeho první malby v tomto období patří několik vyobrazení svého „zaměstnavatele“ Maxmiliána I. Do tohoto období patří však i významnější díla, jako např. v roce 1513 zadal habsburský dvůr Dürerovi úkol: Maxmiliánovu hrobku, ale patří sem také neméně významná díla jako: Vítězný oblouk (1518), nebo Maxmiliánovo Triumfální procesí (1518). Začaly také vznikat mědiryty Rytíř, smrt a ďábel, nebo Melancholie I.
Od roku 1512 až do roku 1526 vznikaly další oltáře, portréty, ale hlavně obrazy z náboženskou tematikou. Mezi nejznámější zástupce patří obraz Čtyři apoštolové, Portrét Johanna Klebergera, Modlící se Panna Marie, a nebo Lucretiina sebevražda. Mezi nejznámější portréty pozdního díla patří také Portrét Jakoba Muffela, nebo Hieronyma Holzschuhera.
Dnes už je jasné, že pokud by Dürerův život neukončila v roce 1528 smrt, tvořil by dále a nápady by mu zřejmě nedocházely – to dokazují nově objevené přípravné malby, které nestihl umělec dokončit.

### Přehled děl (výběr)

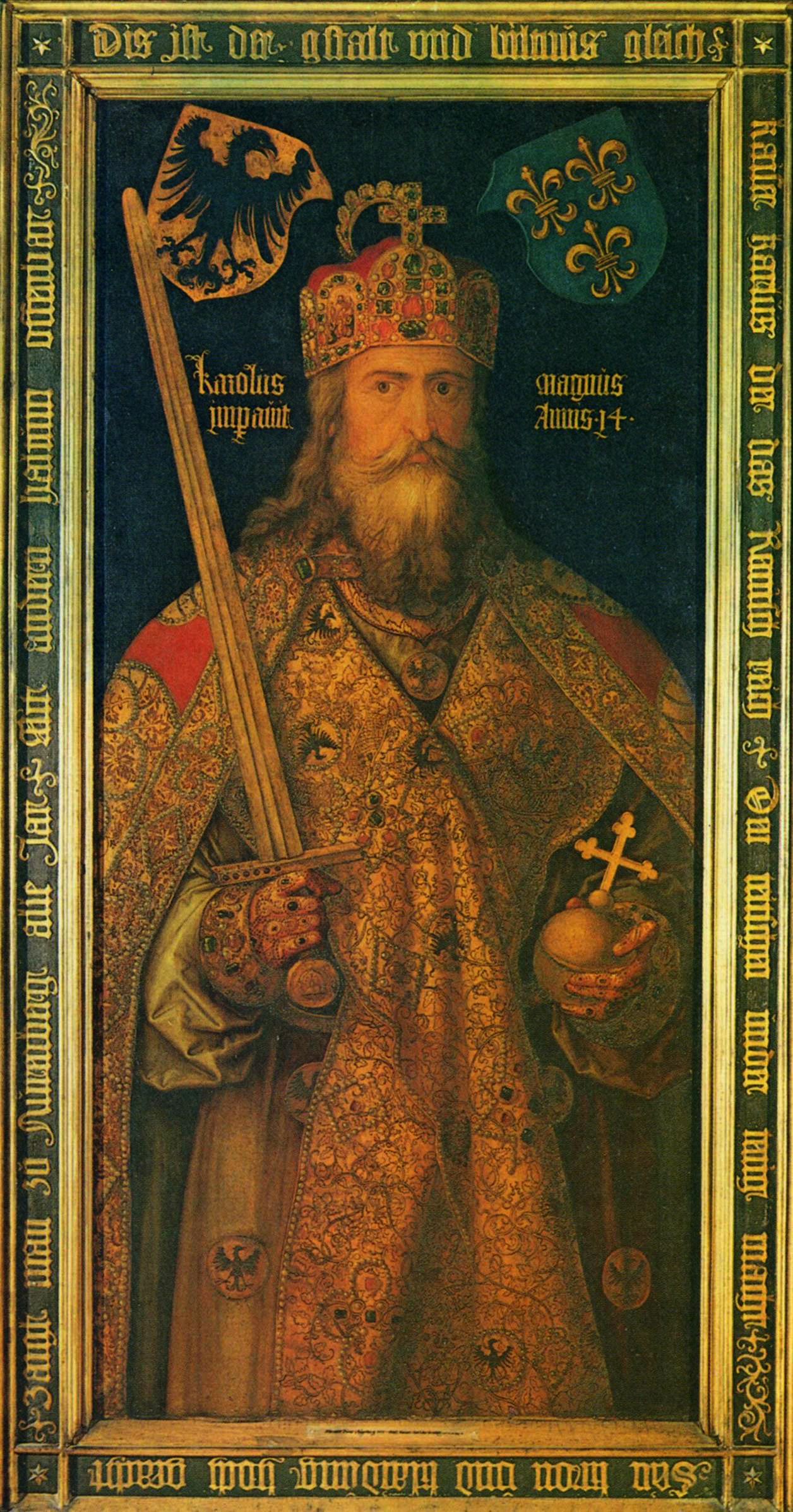
Karel Veliký
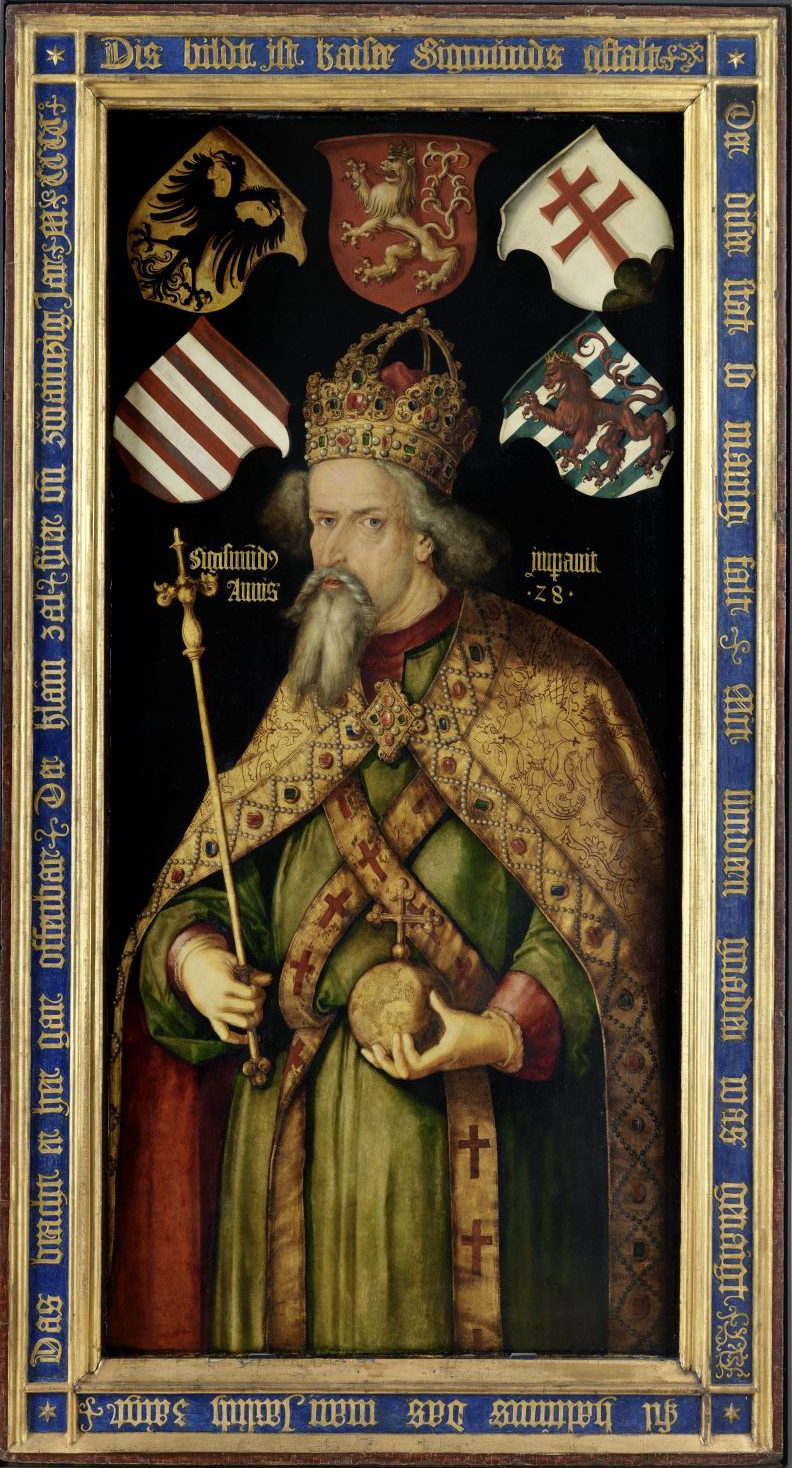
Císař Zikmund (Sigismund)

| Rok vzniku           | Název                                          | Rozměry                 | Technika                                                               |
| -------------------- | ---------------------------------------------- | ----------------------- | ---------------------------------------------------------------------- |
| 1484                 | Autoportrét ve třinácti letech                 | 27,3 × 19,5 cm          | Stříbrná tužka na základní barvě, papír                                |
| 1489/1490            | Barbara Dürerová, rozená Holperová             | 55,3 × 44,1 cm          | Kombinovaná technika na jedlovém dřevě                                 |
| Asi 1493             | Mladík s katem                                 | 25,4) 16,5 cm           | Perokresba, inkoust                                                    |
| 1493                 | Ženský akt (Koupající se žena)                 | 27,2 × 14,7 cm          | Inkoust na papíře                                                      |
| 1493                 | Autoportrét                                    | 56 × 44 cm              | Kombinovaná technika na pergamenu, asi v roce 1840 přeneseno na plátno |
| 1493/1494            | Trpící Kristus                                 | 30,1 × 18,8 cm          | Kombinovaná technika na borovém dřevě                                  |
| Asi 1494             | Vodní mlýn v horách s kreslícím umělcem        | 13,4 × 13,1 cm          | Akvarel a kvaš                                                         |
| 1494                 | Skupina stromů s cestou v horách               | 14,2 × 14,8 cm          | Akvarel a kvaš                                                         |
| 1494                 | Pohled na hrad u řeky                          | 15,3 × 24,9 cm          | Akvarel a kvaš                                                         |
| 1495                 | Pohled na Arco                                 | 22,1 × 22,1 cm          | Akvarel a kvaš                                                         |
| Asi 1495             | Madona s dítětem před obloukem                 | 47,8 × 36 cm            | Kombinovaná technika na desce                                          |
| 1496                 | Portrét saského kutriřta Fridricha Moudrého    | 76 × 57 cm              | Tempera na plátně                                                      |
| Asi 1496–1498        | Panna Marie Sedmibolestná                      | 190 × 135 cm            | Kombinovaná technika na měkkém dřevě                                   |
| 1497                 | Portrét malířova otce                          | 51 × 39,7 cm            | Kombinovaná technika na lipovém dřevě                                  |
| 1497                 | Svatý Jeroným v pustině                        | 23,1 × 17,4 cm          | Kombinovaná technika na hruškovém dřevě                                |
| 1497                 | Portrét mladé Fürlegerová se stuhou ve vlasech | 58,5 × 42,5 cm          | Tempera na plátně                                                      |
| 1498                 | Čtyři jezdci Apokalypsy                        | 39,5 × 28,5 cm          | Dřevořez                                                               |
| 1498                 | Autoportrét                                    | 52 × 41 cm              | Kombinovaná technika na lipovém dřevě                                  |
| 1500                 | Autoportrét v kožichu                          | 67 × 49 cm              | Kombinovaná technika na lipovém dřevě                                  |
| 1500                 | Portrét mladého muže                           | 29,1 × 20,9 cm          | Kombinovaná technika na lipovém dřevě                                  |
| Asi 1500 (nebo 1512) | Křídlo mandelíka                               | 19,6 × 20 cm            | Akvarel a kvaš na pergamenu, zvýrazněno bělobou                        |
| 1502                 | Zajíc                                          | 25 × 22,5 cm            | Akvarel a kvaš, zvýrazněné bělobou                                     |
| 1503                 | Velký drn                                      | 40,8 × 31,5 cm          | Akvarel a kvaš, zvýrazněno bělobou, napnuto na lepence                 |
| 1503                 | Madona kojící dítě                             | 24 × 18 cm              | Kombinovaná technika na lipovém dřevě                                  |
| 1503                 | Madona se zvířátky                             | 32 × 24 cm              | ktesba a akvarel                                                       |
| 1504                 | Klanění tří králů                              | 100 × 114 cm            | Kombinovaná technika na desce                                          |
| 1504                 | Adam a Eva                                     | 25,2 × 19,5 cm          | Mědiryt                                                                |
| 1505                 | Mladá Benátčanka                               | 32,5 × 24,5 cm          | Kombinovaná technika na smrkovém dřevě                                 |
| 1506                 | Madona s čížkem                                | 91 × 76 cm              | Kombinovaná technika na desce                                          |
| 1506                 | Růžencová slavnost                             | 162 × 194,5 cm          | Kombinovaná technika na topolovém dřevě                                |
| Asi 1506             | Portrét mladé Benátčanky                       | 28,5 × 21,5 cm          | Kombinovaná technika na topolovém dřevě                                |
| 1507                 | Adam a Eva                                     | každý obraz 209 × 83 cm | Kombinovaná technika na desce                                          |
| 1508                 | Utrpení deseti tisíc křesťanů                  | 99 × 87 cm              | Kombinovaná technika na plátně                                         |
| 1511                 | Oltář Landauerů                                | 135,4 × 123,5 cm        | Kombinovaná technika na lipovém dřevě                                  |
| 1513                 | Rytíř, smrt a ďábel                            | 24,4 × 18,8 cm          | Mědiryt                                                                |
| 1514                 | Melancholie I                                  | 24,2 × 19,1 cm          | Mědiryt                                                                |
| 1515/1516            | Zoufalý muž                                    | 19 × 13,8 cm            | Rytina na kovové desce                                                 |
| 1518                 | Vítězný oblouk pro císaře Maxmiliána I.        | 3,41 × 2,92 m           | Ručně kolorovaný dřevořez                                              |
| 1521                 | Svatý Jeroným                                  | 59,5 × 48,5 cm          | Kombinovaná technika na dubovém dřevě                                  |
| 1526                 | Čtyři apoštolové                               | Každý obraz 204 × 74 cm | Kombinovaná technika na lipovém dřevě                                  |
| 1526                 | Portrét Jakoba Muffela                         | 48 × 36 cm              | Kombinovaná technika na plátně, přeneseno na desku                     |
| 1526                 | Portrét Hieronyma Holzschubera                 | 51 × 37 cm              | Kombinovaná technika na lipovém dřevě                                  |

## Výstavy
- 2019 Albrecht Dürer, Albertina, Vídeň, 20. září 2019 – 6. leden 2020[20] K výstavě byl vydán obsáhlý katalog.[21]